# Nikola Tesla

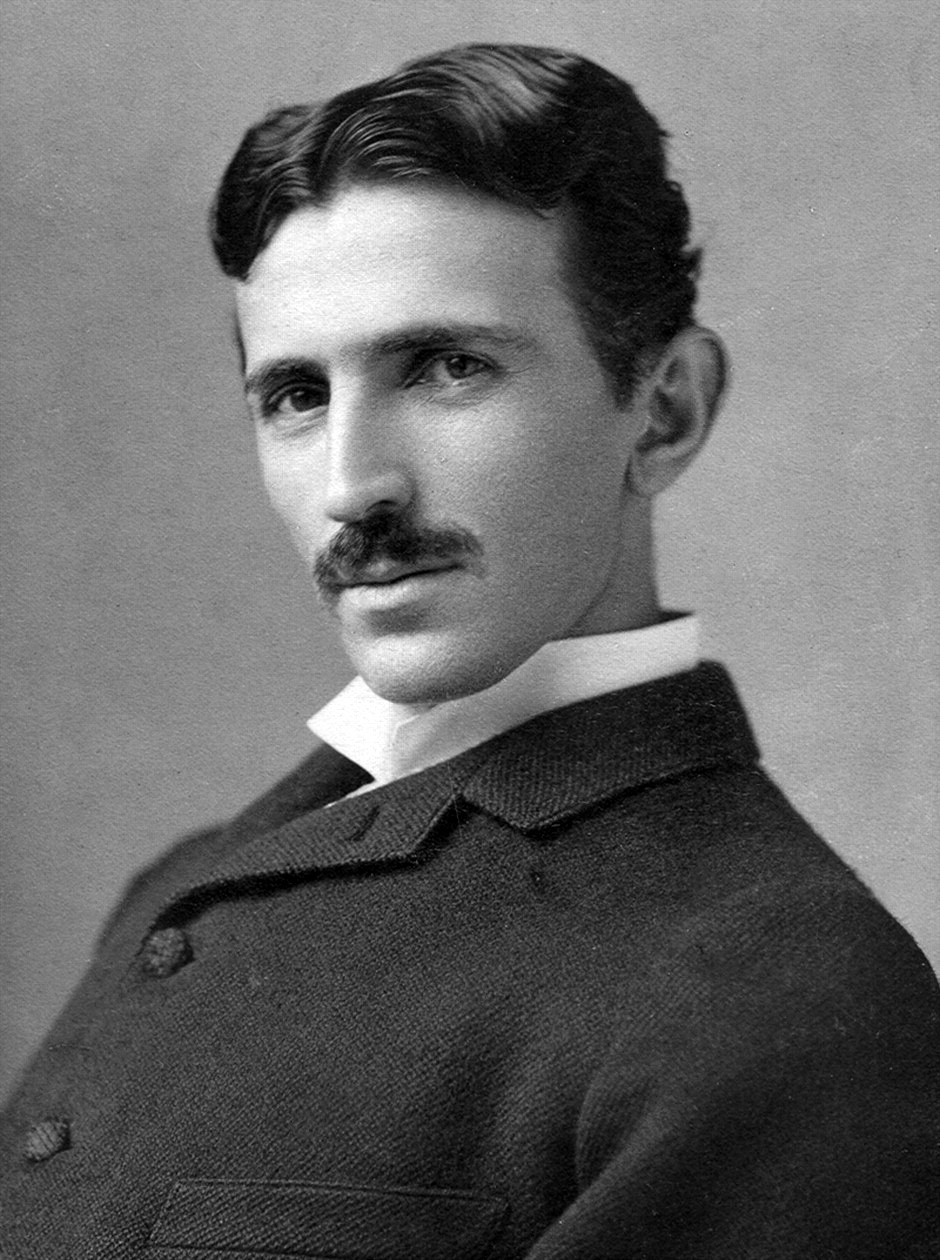
Nikola Tesla, um 1890

Nikola Tesla (serbisch-kyrillisch Никола Тесла; * 10. Juli 1856 in Smiljan, Kroatische Militärgrenze, Kaisertum Österreich; † 7. Januar 1943 in New York City, Vereinigte Staaten) war ein Technik-Forscher und Erfinder. 
Sein Lebenswerk ist geprägt durch zahlreiche Neuerungen auf dem Gebiet der Elektrotechnik, insbesondere der elektrischen Energietechnik, wie die Entwicklung des heute als Zweiphasenwechselstrom bezeichneten Systems zur elektrischen Energieübertragung. Tesla erhielt in 26 Ländern über 280 Patente, davon 112 in den USA.

## Leben

### Herkunft und Ausbildung

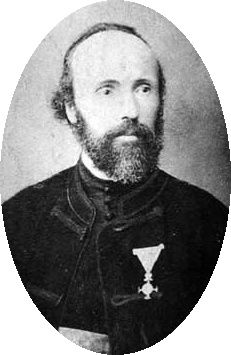
Der Vater: Milutin Tesla mit dem 1873 von Kaiser Franz Joseph I. verliehenen Goldenen Verdienstkreuz mit der Krone

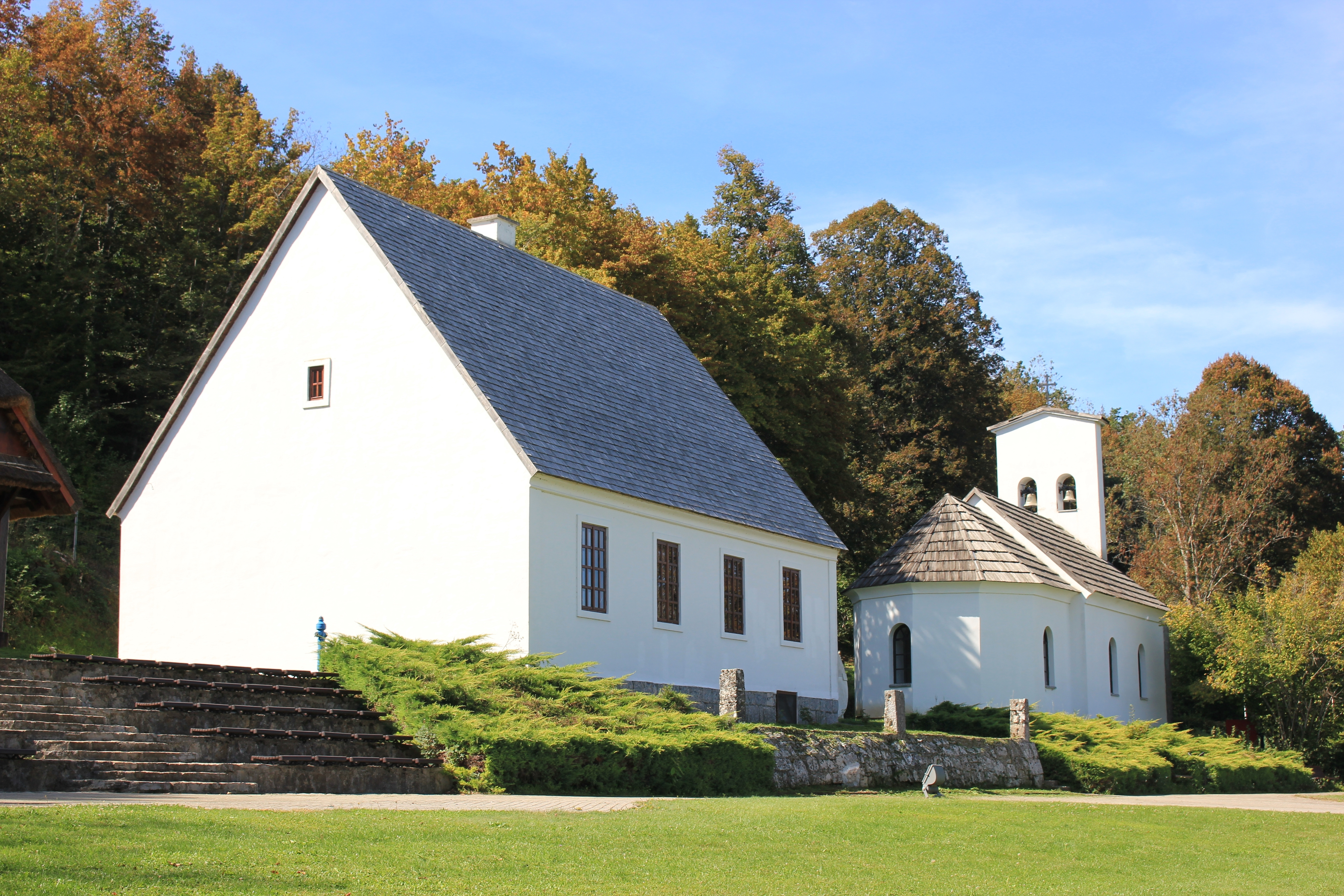
Das Geburtshaus im Dorf Smiljan, heute das Tesla-Museum in Kroatien

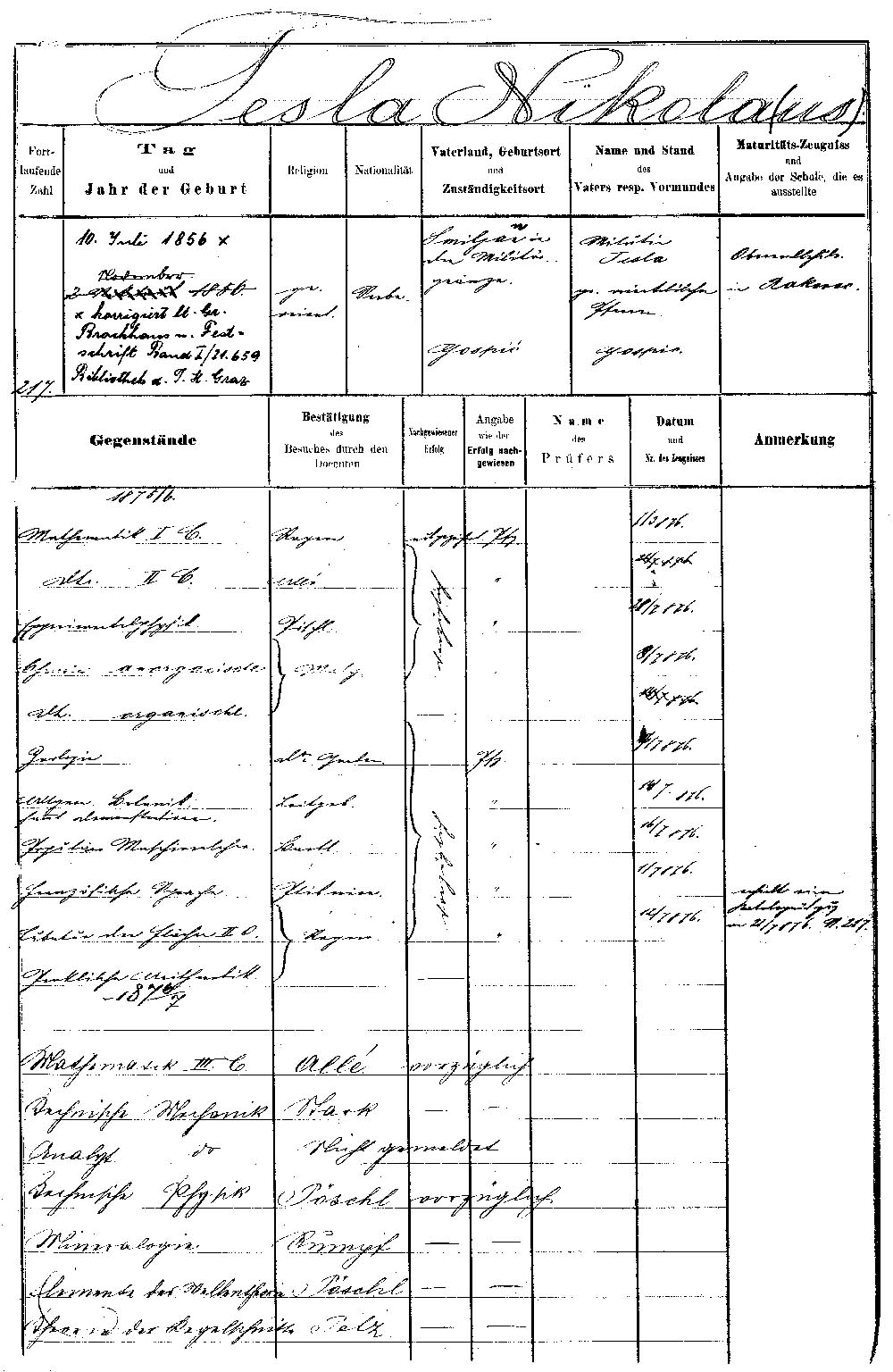
Studienakte von Nikola Tesla an der TU Graz

Tesla wurde als viertes von fünf Kindern serbischstämmiger Eltern in dem Dorf Smiljan in der Lika unweit von Gospić im heutigen Kroatien geboren. Seine Eltern waren der serbisch-orthodoxe Priester Milutin Tesla (1819–1879) und dessen Frau Georgina (Rufname Đuka, geborene Mandić, 1822–1892). Das Geburtshaus war das Pfarrhaus der Sankt-Peter-und-Paul-Kirche von Smiljan. Im Taufregister der orthodoxen Kirche wurde das Geburtsdatum noch nach dem julianischen Kalender eingetragen. Er hatte drei Schwestern und einen älteren Bruder, der aber schon im Alter von zwölf Jahren bei einem Reitunfall starb, als Nikola fünf Jahre alt war.
Tesla besuchte die Grundschule und die Mittelschule in Gospić und ab 1870 das angesehene Höhere Real-Gymnasium Velika realka (kaiserliche und königliche große Realka) in Rakovac bei Karlovac, wo er gemäß seiner Autobiografie von seinem Lehrer Martin Sekulić stark beeinflusst wurde. Während seiner Gymnasialzeit lebte er bei seiner Tante Stanka und deren Mann Dane Branković, einem pensionierten Oberst.
1875 nahm er ein Studium Generale an der Kaiserlich-Königlichen Technischen Hochschule in Graz auf und belegte im ersten Jahr überdurchschnittlich viele Vorlesungen. Am 21. Juli 1876 erhielt er die Zugangsberechtigung zum Hauptstudium in Maschinenbau. Beim Physikprofessor Jakob Pöschl lernte er die Gramme-Maschine kennen, einen damals neuartigen Gleichstromgenerator von Zénobe Gramme. Im zweiten Studienjahr nahm seine Studienaktivität deutlich ab. Im dritten Studienjahr schloss er keine Prüfung ab und wurde schließlich von der Hochschule 1877/78 exmatrikuliert, nachdem er das Unterrichtsgeld nicht bezahlt hatte.

### Erste berufliche Anstellungen

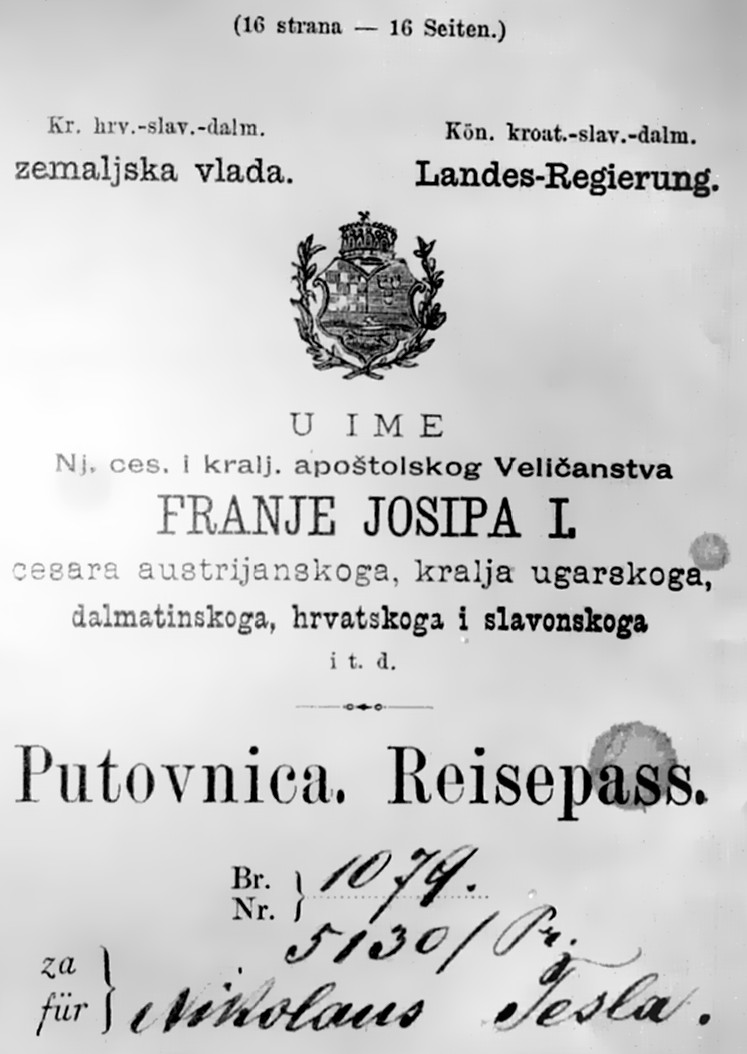
Reisepass von Nikola Tesla (1883)

Tesla zog nach Marburg an der Drau, wo er eine Anstellung als Maschinenbauer fand. Seine Freizeit verbrachte er als Karten- und Billardspieler in einschlägigen Lokalen. Am 24. März 1879 wurde er per polizeilicher Anordnung aus Marburg verwiesen und in seine Heimatgemeinde Gospić zurückgeschickt. Einen Monat später, im April 1879, starb sein Vater. Nach dessen Tod blieb Tesla zunächst in Gospić und nahm eine Anstellung als Aushilfslehrer an.
1880 ging Tesla mit finanzieller Unterstützung durch seinen Onkel Dane Branković nach Prag, um an der dortigen, damals deutschsprachigen Karls-Universität sein Studium abzuschließen. Allerdings ist weder der Besuch noch der Abschluss der von ihm besuchten Vorlesungen belegt; auch die notwendigen Studiengebühren wurden nie bezahlt.
Von 1881 bis 1882 lebte Tesla in Budapest, wo er 1882 eine Anstellung als Telegrafenamtstechniker bei Tivadar Puskás fand, der zu jener Zeit Repräsentant der Firmen von Thomas Alva Edison in Europa war.

Mit einer Empfehlung von Puskás zog Tesla Ende 1882 nach Paris zu Charles Batchelor, der eine der führenden Edison-Firmen in Frankreich betrieb. Neben weiteren Tätigkeiten betreute Tesla von November 1883 bis Februar 1884 die neu installierte elektrische Beleuchtung am Gare de l’Est in Paris.

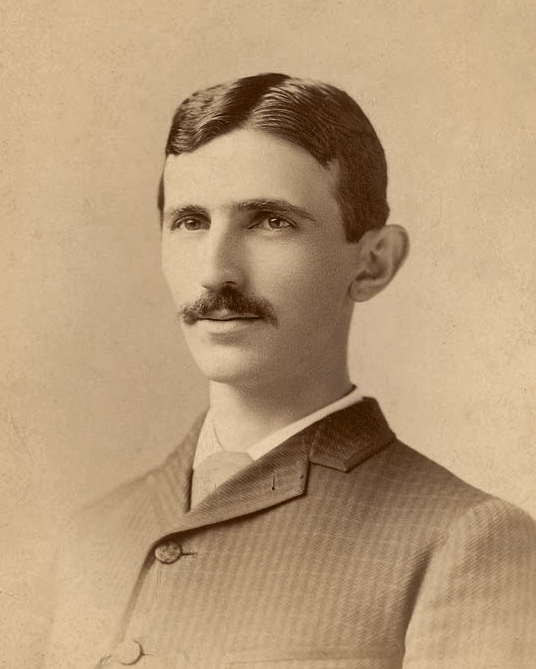
Nikola Tesla um ca. 1885

### Episode in Straßburg
Im Jahr 1883 wurde er von seinem Arbeitgeber, der Edison Company, von Paris nach Straßburg als Entstörer der anfälligen Gleichstromleitungen gesandt und baute hier einen funktionierenden Dynamo für Wechselstrom und einen Induktionsmotor, die er öffentlich vorstellte, die aber niemand finanzieren wollte. Der Erfinder der Drehstrom-Synchronmaschine Friedrich August Haselwander war bei seinen Vorträgen zugegen.

### Umzug nach New York
Am 6. Juni 1884 zog Tesla praktisch ohne Finanzmittel nach New York. Bereits zwei Tage später, am 8. Juni 1884, begann er für Thomas Alva Edison zu arbeiten. Sein Dienstverhältnis bestand jedoch nur bis zum 7. Dezember 1884, als es wegen Differenzen bei den Gehaltsvorstellungen seitens Tesla aufgelöst wurde.
Im März 1885 gründete Tesla gemeinsam mit zwei Geschäftspartnern die Firma Tesla Electric Light and Manufacturing Company mit Sitz in Rahway. 1885 wurden die ersten Patente wie Teslas Bogenlampe und ein neuartiger Kommutator beantragt und in die Firma eingebracht. Die beiden Geschäftspartner hintergingen Tesla jedoch. Ihnen war eine Beteiligung nur wichtig, um Lizenzzahlungen an andere Lampenkonstrukteure umgehen zu können. Ende 1886 meldete die Firma Konkurs an.

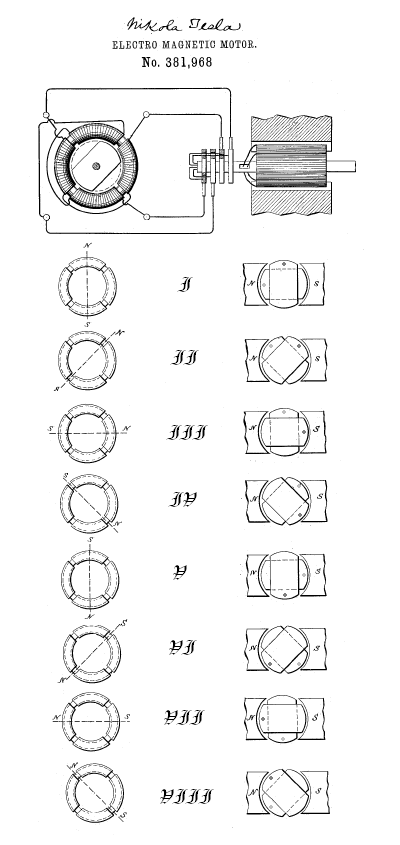
Abbildungen aus Teslas Patent zum Mehrphasenwechselstrom

Im Frühjahr 1887 war Tesla zeitweise arbeitslos, arbeitete als Tagelöhner im Straßenbau und lernte über zufällige Bekanntschaften den Superintendenten der Western Union Alfred S. Brown und den Anwalt Charles F. Peck kennen. Teslas Ideen zu einem rotierenden magnetischen Feld, einem sogenannten Drehfeld, gebildet aus zwei Wechselströmen, die gegeneinander um 90° phasenversetzt sind und heute unter dem Begriff Zweiphasenwechselstrom bekannt sind, überzeugten Brown und Peck. So konnte Tesla im April 1887 als Teilhaber seine zweite Firma Tesla Electric Company gründen und sich mit den ersten Arbeiten zu Zweiphasenwechselstrom beschäftigen. Bis zum Mai 1888 wurden sieben Patente angemeldet (Peck ist neben Tesla als Mitinhaber eingetragen), die sich mit mehrphasigem Wechselstrom und dessen Übertragung beschäftigten, den sogenannten Polyphase-Patenten. Eines der wichtigsten Patente hiervon, US-Patent Nr. 381.968, beschreibt die erste Zweiphasen-Synchronmaschine, die zu den Drehstrommaschinen zählt. Im April 1888 folgten Publikationen in renommierten Fachzeitschriften wie dem Electrical Review und der Electrical World, woraus eine gewisse Bekanntheit in Fachkreisen resultierte.
Am 16. Mai 1888 wurde Tesla eingeladen, einen Vortrag zum Mehrphasenwechselstrom vor dem American Institute of Electrical Engineers (AIEE, heute IEEE) zu halten. Dieser Vortrag wurde unter dem Titel New York Lecture bekannt, erregte großes Aufsehen und führte dazu, dass der Großindustrielle George Westinghouse auf Tesla aufmerksam wurde. Westinghouse, der sich in einer später Stromkrieg genannten Auseinandersetzung mit Edison befand, sicherte sich Mitte 1888 die Rechte auf Teslas Polyphase-Patente, musste in den folgenden zehn Jahren aber erhebliche finanzielle Mittel in die Verteidigung jener Patente gegen Galileo Ferraris aufwenden, der praktisch gleichzeitig und unabhängig von Tesla das Drehstromsystem erfand. Unabhängig von Tesla erfand Michail Ossipowitsch Doliwo-Dobrowolski im Jahr 1888 das heute in der elektrischen Energietechnik und in Stromnetzen übliche Dreiphasensystem.
Von Juli 1888 bis Juli 1889 arbeitete Tesla gemeinsam mit Technikern von Westinghouse in Pittsburgh an praktischen Realisierungen von Wechselspannungssystemen – aus der Zeit stammen mehrere Patente, unter anderem zur Konvertierung von Gleichstrom in Wechselstrom. Die Zusammenarbeit war nicht konfliktfrei: Tesla war es gewohnt, als „Einzelkämpfer“ zu arbeiten, und konnte sich nur schwer integrieren. Technisch waren die bestehenden Westinghouse-Maschinen einphasige Generatoren, ausgelegt auf eine Netzfrequenz von 133 Hz. Teslas Maschinen waren auf Mehrphasenwechselstrom für 60 Hz ausgelegt. 1890 setzten sich die noch heute in Nordamerika übliche Netzfrequenz von 60 Hz und das Mehrphasensystem bei Westinghouse endgültig durch. Zur gleichen Zeit war im sogenannten Stromkrieg ein Streit entbrannt zwischen Edison, der ein Gleichstromsystem, und Westinghouse, der ein Wechselstromsystem favorisierte.

### 1889–1900

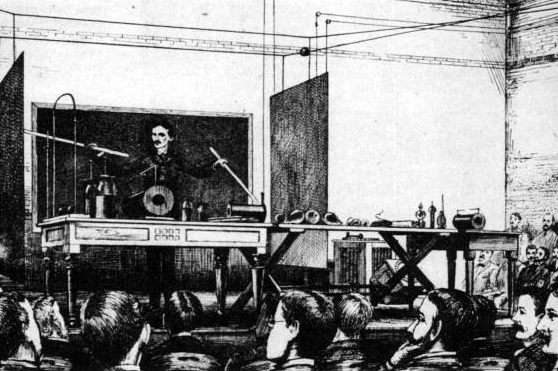
Tesla bei der Columbia Lecture in New York, Mai 1891

Im August 1889 zog Tesla nach kurzem europäischen Aufenthalt in Paris und seiner Heimatgemeinde Gospić nach New York, wo er sich in der Grand Street ein Labor einrichtete und sich mit hochfrequenten Wechselströmen und elektromagnetischen Wellen zu befassen begann. Er wohnte zu dieser Zeit, losgelöst von finanziellen Sorgen, in First-Class-Hotels wie dem Astor-House am Broadway. Im Jahr 1890 entstanden mehrere Patente, unter anderem zu Unterbrecherkontakten, vielpoligen Wechselspannungs-Generatoren und Resonanz-Transformatoren, den sogenannten Tesla-Transformatoren, um mit Funkenstrecken die Lichtbogenlampe zu verbessern.
Die Idee, die Tesla damals verfolgte und die ihn zeitlebens nicht mehr loslassen sollte, war, mittels hochfrequenter Wechselströme eine drahtlose Energieübertragung zu ermöglichen. Er experimentierte dazu mit Geißlerröhren, einer frühen Form der Gasentladungsröhre, und veranstaltete regelmäßig Vorführungen, bei denen er die Geißlerröhren ohne Kabelanschluss zwischen im Raum angebrachten Elektroden leuchten ließ. Dieses beeindruckende Schauspiel führte meist zu großem Staunen im Publikum. Infolge dieser Vorführungen lud William Arnold Anthony, damals Präsident der American Institute of Electrical Engineers (AIEE), ihn ein, am 20. Mai 1891 einen Vortrag am Columbia College in New York zu halten. Diese als Columbia Lecture bekannt gewordene Vorlesung, eine Mischung aus Fachvortrag und Bühnenshow, fand große Beachtung, erntete aber aufgrund ihres okkulten Stils auch Missfallen, zum Beispiel bei Mihajlo Pupin, damals Physikprofessor an der Columbia University.
Infolge der Columbia Lecture und seiner öffentlichen Auftritte wurde Tesla in der New Yorker High Society bekannt. Dies öffnete ihm verschiedene gesellschaftliche Türen. Unter anderem erhielt er am 31. Juli 1891 die amerikanische Staatsbürgerschaft. Von Februar 1892 bis Ende August 1892 weilte Tesla in Europa, unter anderem in London, wo er am 3. Februar 1892 vor der Institution of Electrical Engineers (IEE) und danach bei der Royal Institution of Great Britain eine überarbeitete Version seiner Columbia Lecture vortrug. Es folgten Präsentationen in Paris, danach reiste er in seine Heimatgemeinde Gospić, wo seine Mutter am 16. April 1892 starb.

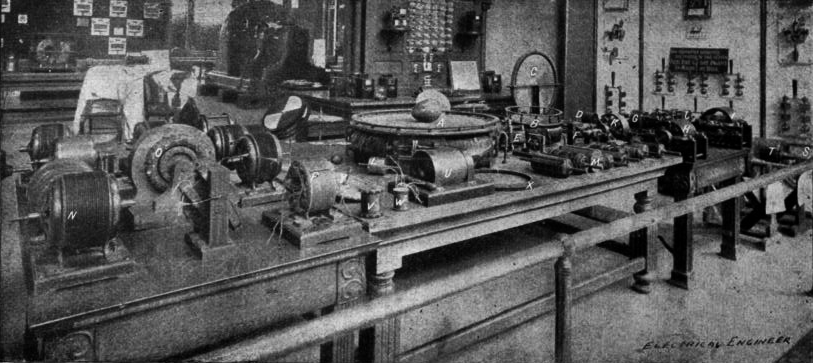
Wechselstromsystem von Tesla (Tesla’s Egg of Columbus) von 1893

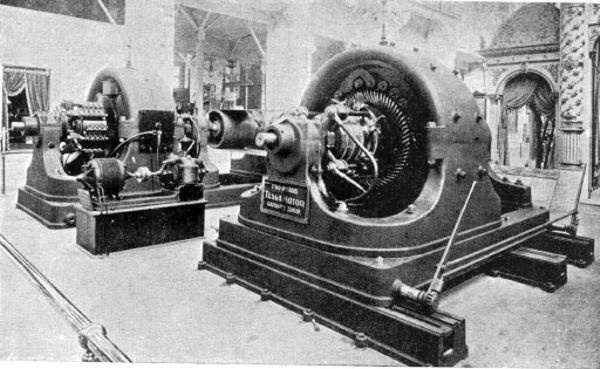
Wechselstromgeneratoren von Tesla am Stand von Westinghouse, Weltausstellung 1893

Trotz der Wirtschaftskrise in den USA im Jahr 1893 wurde auf der World’s Columbian Exposition in Chicago (diese Weltausstellung stand im Zeichen der Entdeckung Amerikas durch Christoph Kolumbus) von Westinghouse Tesla’s Egg of Columbus ausgestellt. Dieser Demonstrationsaufbau sollte die Wirkung des magnetischen Drehfeldes anhand eines metallischen Eies und dessen Rotation veranschaulichen und im Rahmen des Stromkrieges Stimmung für das von Westinghouse vertretene Wechselstromsystem machen. Gleichzeitig zog Tesla 1893 in das New Yorker Hotel Gerlach, das bereits elektrisches Licht und einen Fahrstuhl hatte. Auch richtete er in diesem Jahr ein größeres Labor am West Broadway ein und beschäftigte fünf Mechaniker. In seinem neuen Labor ließ er an der Decke umlaufende Kabel montieren und von einem Tesla-Oszillator speisen. Damit war es möglich, mit Geißlerröhren im Raum umherzugehen, während die Röhren durch die hohen elektrischen Feldstärken drahtlos leuchteten. Im gleichen Jahr folgten Vorträge zu diesen Experimenten am Franklin Institute in Philadelphia und medial beachtete Vorführungen auf der World’s Columbian Exposition in Chicago. Er stellte sich dabei quasi selbst aus und ließ durch die nach ihm benannten hochfrequenten Wechselströme, die durch den Skin-Effekt bis zu einer gewissen Stärke gefahrlos sind, Koronaentladungen und deren optische Lichterscheinungen an der Oberfläche seiner Kleidung und seines Haars entstehen.
Tesla war in den 1890er Jahren auch in der New Yorker High Society sehr aktiv und pflegte einen teuren Lebensstil. Er hatte beispielsweise die Angewohnheit, Lederhandschuhe und Krawatten nach einer Woche wegzuwerfen und durch neue zu ersetzen. In dieser Zeit knüpfte er auch Kontakte zu der Theaterdiva Sarah Bernhardt und zu dem Bankier J. P. Morgan. Er hatte auch Rückschläge zu verkraften: Am 13. März 1895 vernichtete ein Brand sein Labor mit allen Geräten, Unterlagen und Aufzeichnungen. Der Brand wurde durch eine Heizungsfirma, die im selben Gebäude im Erdgeschoss untergebracht war, ausgelöst. Dies führte zu einer depressiven Phase. Zwar konnte er im selben Jahr ein neues Labor einrichten, seine finanzielle Lage verschlechterte sich aber dadurch gegen Ende 1895.
Im Jahr 1896 beschäftigte sich Tesla mit der damals neu entdeckten Röntgenstrahlung; 1897 widmete er sich wieder intensiv den Ideen zur drahtlosen Energie- und Nachrichtenübertragung, die bis zu einem gewissen Grad in Konkurrenz zu den Arbeiten des Funkpioniers Guglielmo Marconi standen. Tesla beschäftigte sich zu der Zeit auch mit anderen Themen, wie einem 1,1 Meter langen unbemannten U-Boot, das drahtlos ferngesteuert werden konnte und mit Sprengstoff beladen im Spanisch-Amerikanischen Krieg eingesetzt werden sollte, aber nie zum Einsatz kam.
Ende 1898 zog Tesla in das New Yorker Luxushotel Waldorf-Astoria und konnte dessen wohlhabenden Besitzer John Jacob Astor IV als Investor gewinnen. Teslas Finanzen wurden 1898 für ihn verstärkt zum Problem, da seine Ausgaben die unregelmäßigen Einkünfte aus Lizenzen und gelegentlichen Vorträgen überstiegen. Westinghouse unterstützte Tesla mit einem Kredit, dafür musste dieser auf einen Teil der Lizenzeinnahmen aus seinen Patenten verzichten. Außerdem war sein New Yorker Labor für die immer größeren Aufbauten zur Erprobung seiner drahtlosen Energieübertragung zu klein geworden.

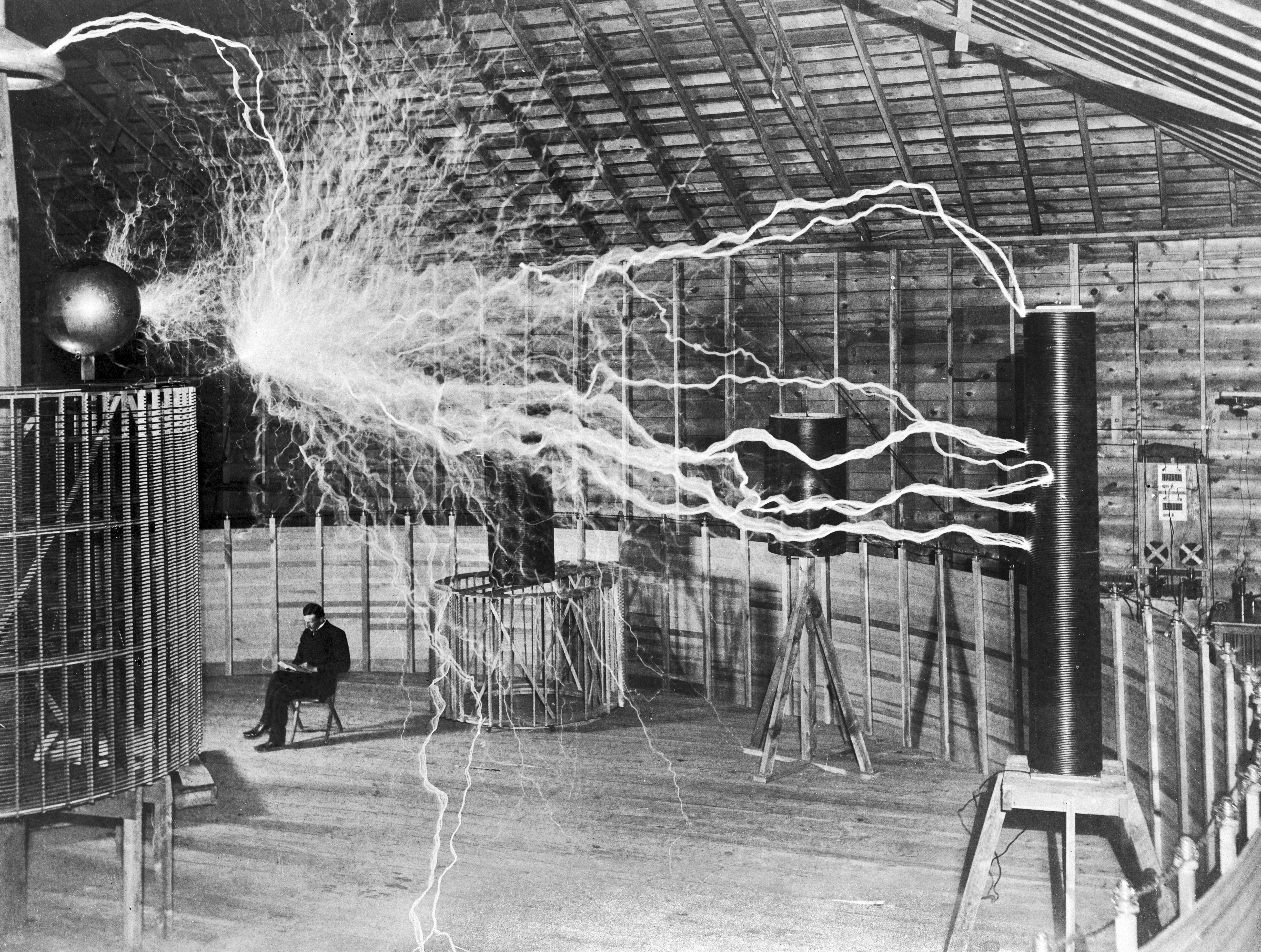
Tesla in seinem Labor in Colorado Springs, Dezember 1899. Diese Aufnahme kam als Mehrfachbelichtung zustande: Während der Blitzentladungen befand sich Tesla nicht im Raum.

Über seinen Patentanwalt inspiriert, der Anteile an dem Elektrizitätswerk El Paso Electric Company in Colorado Springs besaß, baute Tesla ab Mai 1899 in dem damals nur dünn besiedelten Gebiet um Colorado Springs ein größeres Labor auf. Tesla wollte mit den geplanten Anlagen bis zur Weltausstellung Paris 1900 drahtlos „Nachrichten und Energie“ von der Ostküste der USA zu einer geplanten Empfangsstation nach Frankreich übertragen. Das aus Holz aufgebaute Labor enthielt verschiedene Spulen und Aufbauten und in der Mitte einen bis auf 50 m Höhe ausziehbaren Eisenmast, der dazu dienen sollte, Blitzentladungen einzufangen. Tesla bezeichnete in seinem damals geführten Tagebuch dieses Gebilde als magnifying transmitter, war aber gleichzeitig bemüht, möglichst wenig Information darüber nach außen dringen zu lassen. Sein Labor in Colorado Springs durfte von Außenstehenden nicht betreten werden.
Bei seinen Experimenten mit Blitzentladungen beschrieb er auch die im niederfrequenten Bereich in der Atmosphäre auftretenden stehenden Wellen, die heute als Schumann-Resonanz bezeichnet werden. Er konnte diese Beobachtungen aber nicht systematisch einordnen, auch waren um 1900 der Aufbau der Atmosphäre und die Ionosphäre noch unbekannt. Erst 50 Jahre später konnte Winfried Otto Schumann diese Beobachtungen erklären.
Bei seinen Versuchen in Colorado Springs wurden durch künstliche und natürliche Blitzentladung wiederholt Teile des Labors in Brand gesetzt. Im Oktober 1899 steigerte Tesla die Leistung so weit, dass der Generator der El Paso Electric Company durchbrannte und die Stadt Colorado Springs tagelang keinen Strom hatte. Zu der Zeit war Tesla der Überzeugung, ein funktionierendes „Welt-Energie-System“ gefunden zu haben. Im Dezember 1899 entstanden im Labor und in der Umgebung davon einige Aufnahmen für Werbezwecke, die von Dickenson V. Alley gemacht wurden, dem Chef-Fotografen des damals renommierten Century Magazine. Tesla zog am 7. Januar 1900 nach New York und ließ das Labor, wie es war. Er bezahlte weder die offenen Stromrechnungen noch die Löhne seiner Arbeiter – fünf Jahre später wurde Tesla wegen dieser Schulden verklagt, und die Einrichtungen und Materialien des Labors wurden als Baumaterial verkauft.

### 1900–1912

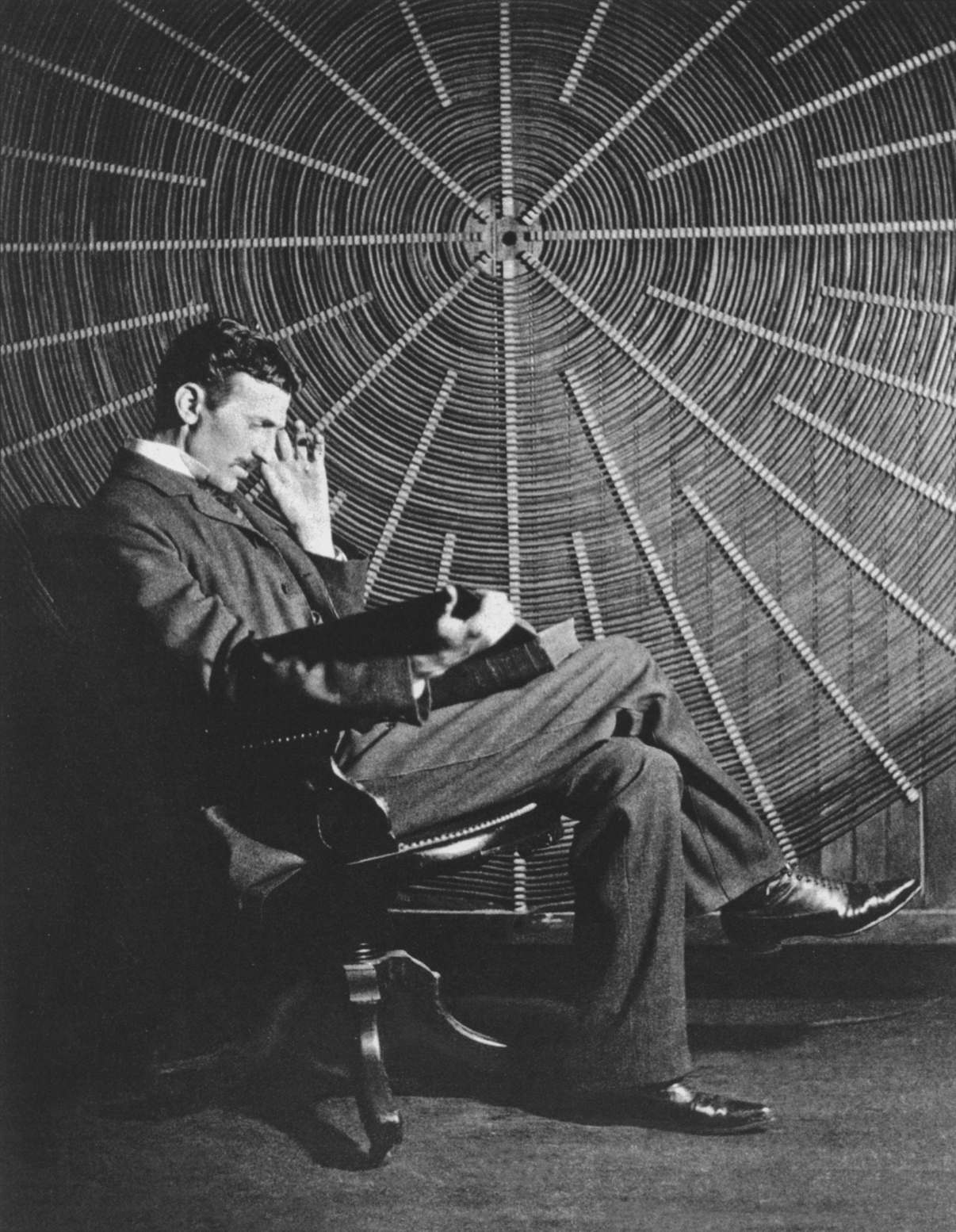
Nikola Tesla liest vor einer riesigen Spiralspule

Am 20. März 1900 erhielt Tesla sein erstes Patent über die drahtlose Energieübertragung, das heute als erstes Patent der Funktechnik gilt, obwohl er damit Energie zur Beleuchtung übertragen wollte. Einen Monat später, am 26. April 1900, meldete Guglielmo Marconi sein Patent zur drahtlosen Telegraphie an – Marconi sollte es gelingen, die erste drahtlose transatlantische Funkverbindung zwischen Nordamerika und Europa zu realisieren.
Nach 1900 wurden die Arbeiten von Tesla zunehmend skurriler, mit einem Hang zum Transzendenten und Bereichen der Metaphysik. Den Menschen deutete Tesla als eine gänzlich von äußeren Antriebskräften, vor allem von der Sonnenenergie, bestimmte Maschine (automáton). Mitte 1900 veröffentlichte er im Century Magazine einen ausschweifenden Artikel „zur Steigerung menschlicher Energie“ unter dem Titel The Problem of Increasing Human Energy. In diesem zeichnet er eine apokalyptische Prophezeiung über die Gegenwart und Zukunft der Menschheit. Nikola Tesla, der ein Vertreter eines energetischen Vegetarismus war, sah darin vor allem die Nutzbarmachung der Sonnenenergie als „natürliche Quelle zur Energieversorgung der Menschheit“. Auch seine Ideen zu einer kabellosen Energieübertragung für die gesamte Menschheit stellt er hier erstmals vor. Unter anderem behauptet er, dass „die Energie eines Menschen durch die Hälfte seiner Masse, multipliziert mit dem Quadrat einer noch unbekannten Geschwindigkeit“, bestimmt sei (Formel der Kinetischen Energie). Die Steigerung jener menschlichen Energie sei durch „Essen, Frieden und Arbeit“ möglich. Der Artikel, der auch ein Patent von Tesla zu einem „Welt-Energie-System“ referenziert, rief heftige Kritik in Fachkreisen und den Medien hervor, unter anderem in großen US-Zeitungen, in denen er als Träumer und unpraktischer Erfinder bezeichnet wurde.
In der Januar-Ausgabe 1901 des auflagenstarken US-Magazins Collier’s Weekly spekulierte Tesla über die Möglichkeit der Kommunikation mit anderen Planeten. Im März 1901 meldete er sein Patent für einen Apparat zum Gebrauch von Strahlungsenergie mit US-Pat. Nr. 685.957 an, der „Raumenergie“ auffangen und in elektrische Energie umwandeln soll. Diese Arbeiten werden bis heute in Teilen jener Parawissenschaft, in denen eine stets verfügbare und praktisch kostenlose sogenannte „Freie Energie“ oder „Raum-Energie“ propagiert wird, als Quelle angegeben.
Ende 1900 verschlechterte sich die finanzielle Situation Teslas wieder. Sein bisheriger Investor, der Hotelier Astor, hatte wegen Teslas Eskapaden kein Interesse mehr. In der Folge brachte sich Tesla verstärkt in der gehobenen New Yorker Gesellschaft ein und verbrachte Zeit auf verschiedenen gesellschaftlichen Veranstaltungen. Im Februar 1901 gelang es ihm, den Bankier J. P. Morgan als neuen Investor zu gewinnen.
Mit Hilfe der Investition von J. P. Morgan konnte Tesla 1901 beginnen, den Wardenclyffe Tower am Nordufer von Long Island zu bauen. Im Verlauf des Projektes kam es zu Differenzen mit seinem Geldgeber, unter anderem weil Tesla gegenüber J. P. Morgan das Projekt als Hochleistungs-Funksender zur Nachrichtenübertragung darstellte, er in Wirklichkeit aber mit dem Turm seinen Traum von der weltweiten drahtlosen Energieübertragung realisieren wollte. Morgan hatte Interesse an einem Funksystem in Konkurrenz zu Marconi, um damit beispielsweise Börsennachrichten aus Europa schneller verfügbar zu haben. Als Tesla J. P. Morgan über die eigentliche Aufgabe des Wardenclyffe Tower im September 1902 informierte, stieg dieser aus dem Projekt aus. Die geschäftliche Beziehung zu J. P. Morgan zerbrach 1904 endgültig.
Im Jahr 1905 kam das Projekt Wardenclyffe Tower zum Stillstand, und die Finanzprobleme Teslas wurden immer prekärer. Er konnte die Mitarbeiter nicht mehr bezahlen, und es kam zu Gerichtsverfahren aus seiner Zeit in Colorado Springs. Ende 1905 und die folgenden Jahre bis 1908 zog sich Tesla immer mehr zurück, schrieb zwar noch gelegentlich Artikel, experimentierte an sich selbst mit Elektroschock-Therapieverfahren und verfiel zeitweise dem Alkohol. Der Turm wurde nicht vollendet und ging nie in Betrieb.
Seine Lage verbesserte sich 1908 durch die Erfindung der Tesla-Turbine, einer Form der Scheibenläuferpumpe, die das Interesse des im Goldbergbau reich gewordenen John Hays Hammond weckte. Mit dem neuen Investor konnte er die Firma Tesla Propulsion Company in New York gründen. Ab 1909 begann er, einen Teil seiner Schulden zurückzuzahlen. Allerdings konnte die Tesla-Turbine mit der damaligen Werkstofftechnik nicht zur Serienreife gebracht werden und wird auch heute wegen praktischer Fertigungsprobleme kaum benutzt. In den Jahren nach 1910 verschärften sich seine finanziellen Probleme wieder.

### 1913–1943
Im Jahr 1913 ließ sich Tesla in mehreren Sitzungen von Elisabeth Vilma Lwoff-Parlaghy in Ölfarben porträtieren. Bei den ersten Präsentationen des Porträts installierte er extra Glühlampen mit blauem Lichtfilter. Das Bild wurde deshalb unter der Bezeichnung Blue Portrait bekannt und 1913 und 1916 in New York auf Verkaufsausstellungen präsentiert. Es fanden sich aber keine Käufer, und das Gemälde verblieb im Eigentum der Künstlerin. Nach der Versteigerung des Nachlasses der Malerin galt es als verschollen, bis es Anfang der 2000er Jahre im Fundus des Husumer NordseeMuseum-Nissenhaus wiederentdeckt und 2009 als das Blaue Porträt erkannt wurde.
Ende 1913 versuchte Tesla, Prototypen seiner Tesla-Turbine an die in Deutschland ansässigen Bergmann-Elektrizitätswerke zu verkaufen, scheiterte jedoch an den Transportkosten. Im Spannungsfeld vor dem Ersten Weltkrieg versuchte er im gleichen Jahr, Geldgeber im Deutschen Kaiserreich zu finden, veröffentlichte Zeitschriftenartikel über verschiedene Waffengattungen wie „automatische Lufttorpedos“ und ließ dabei Bewunderung für verschiedene deutsche Waffengattungen erkennen. 1914, nach der Kriegserklärung Deutschlands an Russland, wurden alle deutschen Überseekabel durch die britische Marine gekappt – die verbleibende Nachrichtenverbindung war eine von der amerikanischen Tochterfirma der Telefunken betriebene Funkstation in Sayville. Diese Funkstation hatte allerdings eine zu geringe Sendeleistung, um ohne Relaisschiff im Atlantik Nachrichten nach Europa übertragen zu können. Tesla nahm 1914, auch wegen seiner finanziellen Probleme, den Auftrag zur Verbesserung dieser kriegswichtigen Station an. Dies führte dazu, dass der amerikanische Geheimdienst auf ihn aufmerksam wurde.
1916 ließ er sein Teslaventil patentieren, das darauf basiert, dass der Strömungswiderstand in eine Flussrichtung geringer als in die entgegengesetzte ist, wodurch sich eine Gleichrichterwirkung erzielen lässt.
Tesla verfasste zu der Zeit auch verschiedene Veröffentlichungen zu dem Thema Kriegstechnik. So im August 1917 in der Zeitschrift Electrical Experimenter einen Artikel, der sich mit phantastischen Waffensystemen gegen U-Boote beschäftigte. Er wollte dazu „konzentrierte Strahlen hoher Frequenz“ aussenden.
Um 1930 konnte Tesla infolge der Wirtschaftskrise kaum noch für seinen Lebensunterhalt aufkommen und lebte auf Kredit in New Yorker Hotels. 1933 erklärte sich die Westinghouse Company bereit, ihm einen monatlichen Betrag für seine beratenden Tätigkeiten zu zahlen. Am 1. Januar 1934 zog er in das Hotel New Yorker. Am Ende seines Erfinderlebens zog er sich mehr und mehr zurück und beschäftigte sich unter anderem um 1935 mit „Strahlenkanonen“.

### Tod und Beisetzung

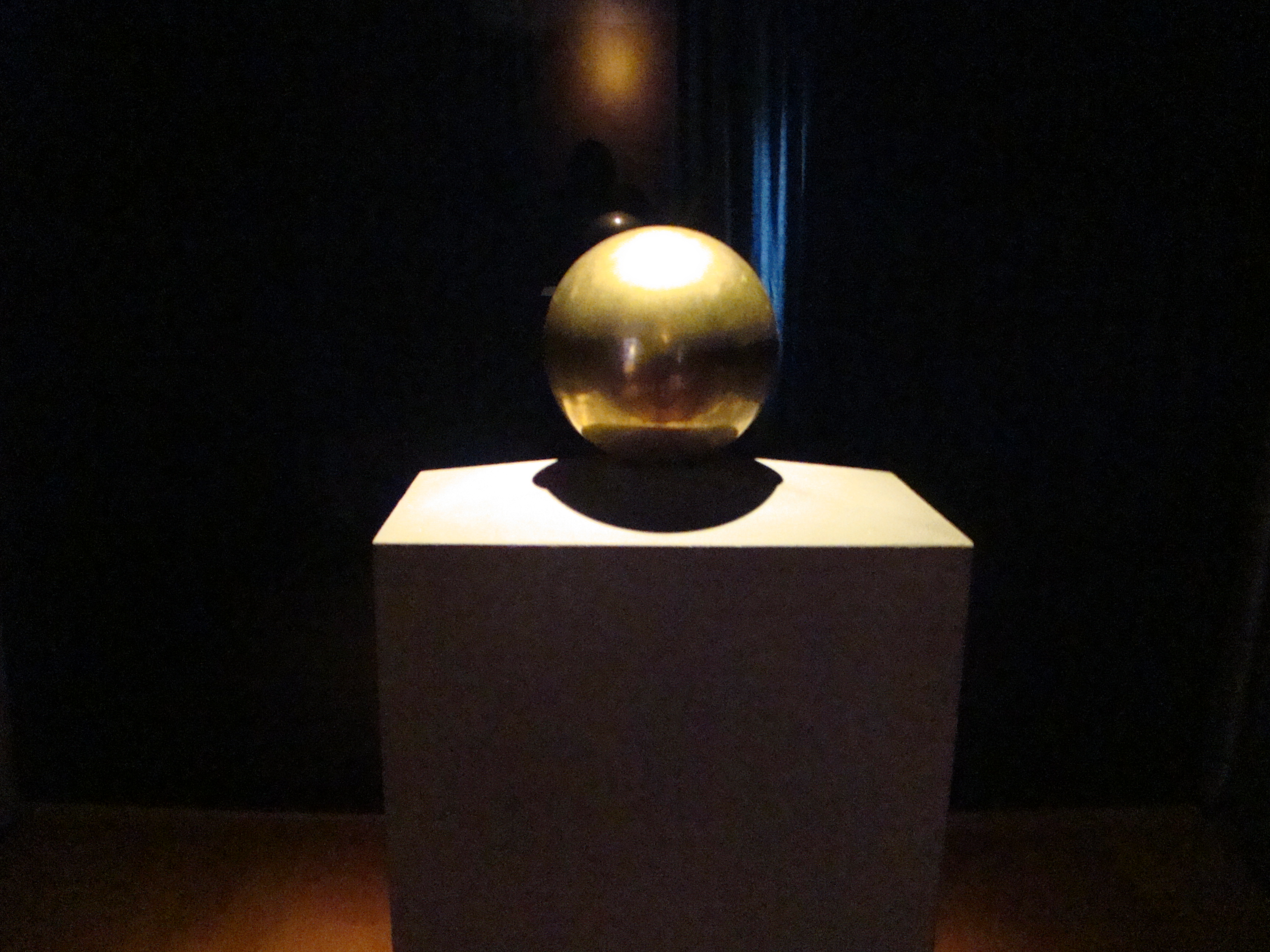
Urne mit der Asche von Nikola Tesla

Tesla wurde am Morgen des 8. Januar 1943 im Alter von 86 Jahren im Hotel New Yorker vom Personal tot aufgefunden; der Arzt trug als Todeszeitpunkt den 7. Januar 1943 im Totenschein ein. Seine Unterlagen und sein Eigentum im Hotelzimmer wurden von US-Beamten des Office of Alien Property Custodian beschlagnahmt, obwohl Tesla US-amerikanischer Staatsbürger war – man fürchtete, dass seine Unterlagen ins Ausland gebracht werden könnten. Die Urne mit seiner Asche befindet sich seit 1952 im Nikola-Tesla-Museum in Belgrad.

### Nachlass
Tesla war 1891 US-Bürger geworden und hinterließ keine Nachkommen. Er stand in Kontakt mit seinem Neffen Sava Kosanović (1894–1956), einem linksgerichteten jugoslawischen Politiker. Da Tesla womöglich an für Waffen verwendbaren Konzepten arbeitete und diese an ausländische Mächte gelangen könnten, zumal mitten im Krieg, ließ das FBI sicherheitshalber den Nachlass beschlagnahmen, über das „Office of Alien Property“, und durch das „Office of Scientific Research and Development“ begutachten. John G. Trump, ein Onkel des heutigen Präsidenten, urteilte drei Tage später, es handele sich um spekulative, teils philosophische Arbeiten, die weder neu noch anwendbar seien. Dennoch dauert es bis 1952, bis der Nachlass an Kosanović ausgehändigt und nach Belgrad in ein neues Museum überführt wurde.

### Auszeichnungen und Ehrendoktorwürden
Für seine Leistungen wurde Tesla 1916 die AIEE Edison Medal verliehen. In den 1930er-Jahren wurde er mit insgesamt zwölf Ehrendoktorwürden bedacht, unter anderem von der Universität Prag, im Jahr 1937 von der Technischen Hochschule Graz und den Universitäten in Brünn, Bukarest und Paris. Allein in den USA konnte er in etwa 50 Berufsjahren 112 Patente anmelden.

## Persönlichkeit

### Erscheinungsbild und Außenwirkung
Tesla war 1,88 m groß und wog von 1888 bis etwa 1926 ohne größere Abweichungen 64 kg. Sein Aussehen wurde vom Zeitungsredakteur Arthur Brisbane (ein in den USA bekannter Chefredakteur des 20. Jahrhunderts) als „fast der größte, fast der dünnste und mit Sicherheit der ernsteste Mann, der regelmäßig zu Delmonico geht“ beschrieben. Tesla wurde eine elegante, stilvolle Körperhaltung und große Sorgfältigkeit bei Frisur, Körperhygiene und Kleidung nachgesagt: Ein Erscheinungsbild, das er auch der Geschäftsbeziehungen wegen pflegte. Außerdem wurden Tesla helle Augen, „sehr große Hände“ und „bemerkenswert große“ Daumen zugeschrieben.

### Teslas Verstand und seine Besonderheiten
Tesla war eine polyglotte Person; er beherrschte acht Sprachen fließend: Serbo-Kroatisch, Tschechisch, Englisch, Französisch, Deutsch, Ungarisch, Italienisch und Latein. Außerdem las Tesla viele Bücher, von denen er manche auswendig lernte; er soll ein fotografisches Gedächtnis besessen haben.
Tesla erzählte in seiner Autobiografie My Inventions: The Autobiography of Nikola Tesla, dass er in jungen Jahren oft krank war. So litt er unter blendenden Lichtblitzen, die vor seinen Augen auftraten, oft begleitet von Ideen, Einfallsreichtum bzw. einer Lösung für ein bestimmtes Problem, auf das er gestoßen war. Wenn er nur den Namen eines Gegenstandes hörte, konnte er ihn sich in realistischen Details vorstellen. Tesla visualisierte eine Erfindung in seinem Kopf mit äußerster Präzision, einschließlich aller Dimensionen, bevor er zur Bauphase überging, eine Technik, die manchmal als visuelles Denken bezeichnet wird. Normalerweise zeichnete er aus dem Gedächtnis. Seit seiner Kindheit hatte Tesla häufige Rückblenden zu Ereignissen, die zuvor in seinem Leben passiert waren.

### Beziehungen und Zwischenmenschlichkeit
Tesla heiratete nie und erklärte, dass seine Keuschheit für seine wissenschaftlichen Fähigkeiten sehr hilfreich sei. So sagte er als junger Erwachsener, dass er das Gefühl habe, er könne für eine Frau niemals würdig genug sein und dass er Frauen in jeder Hinsicht für überlegen hielte. Seine Meinung zu Frauen begann in späteren Jahren zu schwanken, als er zunehmend den Eindruck gewann, dass Frauen versuchten, Männer zu übertreffen und dominant zu sein. Diese „neue Frau“ stieß bei Tesla laut Eigenaussage auf Ablehnung, da er empfand, dass Frauen ihre Weiblichkeit verlieren, wenn sie versuchen, bestimmend zu sein. In einem Interview vom 10. August 1924 erklärte er: „Die Tendenz der Frauen, den Mann beiseite zu schieben und den alten Geist der Zusammenarbeit mit ihm in allen Angelegenheiten des Lebens zu verdrängen, ist für mich sehr enttäuschend.“ Obwohl er in späteren Jahren einem Reporter erzählte, dass er manchmal das Gefühl hatte, durch Nichtheirat ein zu großes Opfer für seine Arbeit gebracht zu haben, entschied sich Tesla, sich nicht um Beziehungspflege zu kümmern und stattdessen die Bedürfnisbefriedigung gänzlich in der Arbeit zu suchen.
Dennoch sprachen viele Menschen sehr positiv und bewundernd über Tesla, wenn dieser sich mit anderen Menschen umgab. Robert Underwood Johnson (US-amerikanischer Autor und Diplomat) beschrieb ihn als „besonders anmutig, aufrichtig, bescheiden, kultiviert, großzügig gegenüber Anderen und kraftvoll“. Seine Sekretärin, Dorothy Skerrit, schrieb: „Sein freundliches Lächeln und sein edler Charakter unterstrichen immer die Gentleman-Eigenschaften, die in seiner Seele so tief verwurzelt waren.“ Teslas Freund Julian Hawthorne (US-amerikanischer Journalist und Autor) schrieb, dass „man selten einen Wissenschaftler oder Ingenieur [wie Tesla] traf, der auch Dichter, Philosoph, Sprachwissenschaftler und zugleich Kenner von guter Musik, Essen und Trinken und ein Liebhaber war.“
Tesla war ein Freund unter anderem von Francis Marion Crawford, Robert Underwood Johnson, Stanford White und Kenneth M. Swezey. Im mittleren Alter wurde Tesla zudem ein guter Bekannter von Mark Twain. Die beiden verbrachten viel Zeit miteinander, darunter in Teslas Labor. Twain beschrieb insbesondere die Erfindung des Zweiphasen-Synchronmotors im Rahmen der sogenannten Polyphase-Patente von Tesla als „das wertvollste Patent seit dem Telefon“. Auf einer Party der Schauspielerin Sarah Bernhardt im Jahr 1896 traf Tesla den indischen Hindu-Mönch Vivekananda und sie sprachen darüber, wie die Energieideen von Tesla mit der vedantischen Kosmologie übereinzustimmen schienen. In den späten 1920er Jahren freundete sich Tesla mit George Sylvester Viereck (einem Dichter, Schriftsteller und späteren Nazi-Propagandisten) an. Tesla nahm gelegentlich an Dinnerpartys teil, die von Viereck und seiner Frau abgehalten wurden.
Tesla brachte manchmal offen seine Abneigung gegenüber übergewichtigen Menschen zum Ausdruck – beispielsweise als er eine Sekretärin wegen ihres Gewichts entließ. Mehrmals wies Tesla zudem eine Angestellte an, nach Hause zu gehen und ihr Kleid zu wechseln.

Als Thomas Edison 1931 starb, war es Tesla, der die einzige negative Meinung zu Edison in der New York Times abgab:
„Er [Edison] hatte kein Hobby, kümmerte sich um keinerlei Belustigung und lebte unter völliger Missachtung der elementarsten Hygieneregeln … Seine Methode war extrem ineffizient … es sei denn, der blinde Zufall griff ein. … ich war zunächst fast ein trauriger Zeuge seiner Taten, da ich wusste, dass nur ein wenig Theorie und Berechnung ihm 90 Prozent der Arbeit erspart hätten. Aber er hatte eine wahre Verachtung für das Lernen aus Büchern und für mathematische Kenntnisse und vertraute ganz auf seinen erfinderischen Instinkt und den praktischen amerikanischen Ansatz“.

### Schlaf-, Arbeits- und Lebensgewohnheiten Teslas
Tesla behauptete, niemals länger als zwei Stunden pro Nacht zu schlafen. Er gab jedoch zu, von Zeit zu Zeit „zu dösen“, „um seine Batterien wieder aufzuladen“. Kenneth Swezey, ein Journalist, mit dem Tesla befreundet war, bestätigte, dass Tesla selten schlief. So erinnerte sich Swezey an einen Morgen, als Tesla ihn um 3 Uhr morgens anrief, um mit ihm über eine Theorie zu diskutieren: „…und als er das Gefühl hatte, zur Lösung gekommen zu sein, beendete er plötzlich das Telefonat.“
Während seines zweiten Studienjahres in Graz entwickelte Tesla eine Leidenschaft für Billard, Schach und Kartenspiele und verbrachte manchmal mehr als 48 Stunden am Stück an einem Spieltisch. Einmal soll Tesla in seinem Labor 84 Stunden ohne Pause gearbeitet haben.
Tesla wurde in seinen späteren Jahren Vegetarier und lebte ausschließlich von Milch, Brot, Honig und Gemüsesäften.

### Teslas Alltag in New York
Während seiner New Yorker Jahre arbeitete Tesla jeden Tag von 9 Uhr bis mindestens 18 Uhr, um dann um 20:10 Uhr im Delmonicos Restaurant und später im New Yorker Waldorf-Astoria zu sein. Dort hatte er eine Stammbedienung und Tesla legte Wert darauf, dass das Essen punktgenau angerichtet war. Tesla nahm anschließend seine Arbeit wieder auf, an der er oft bis 3 Uhr saß. Jede Nacht soll Tesla zudem intensivst seine Zehen geknetet haben, da dies seine Gehirnzellen stimulieren würde.

## Ansichten Teslas

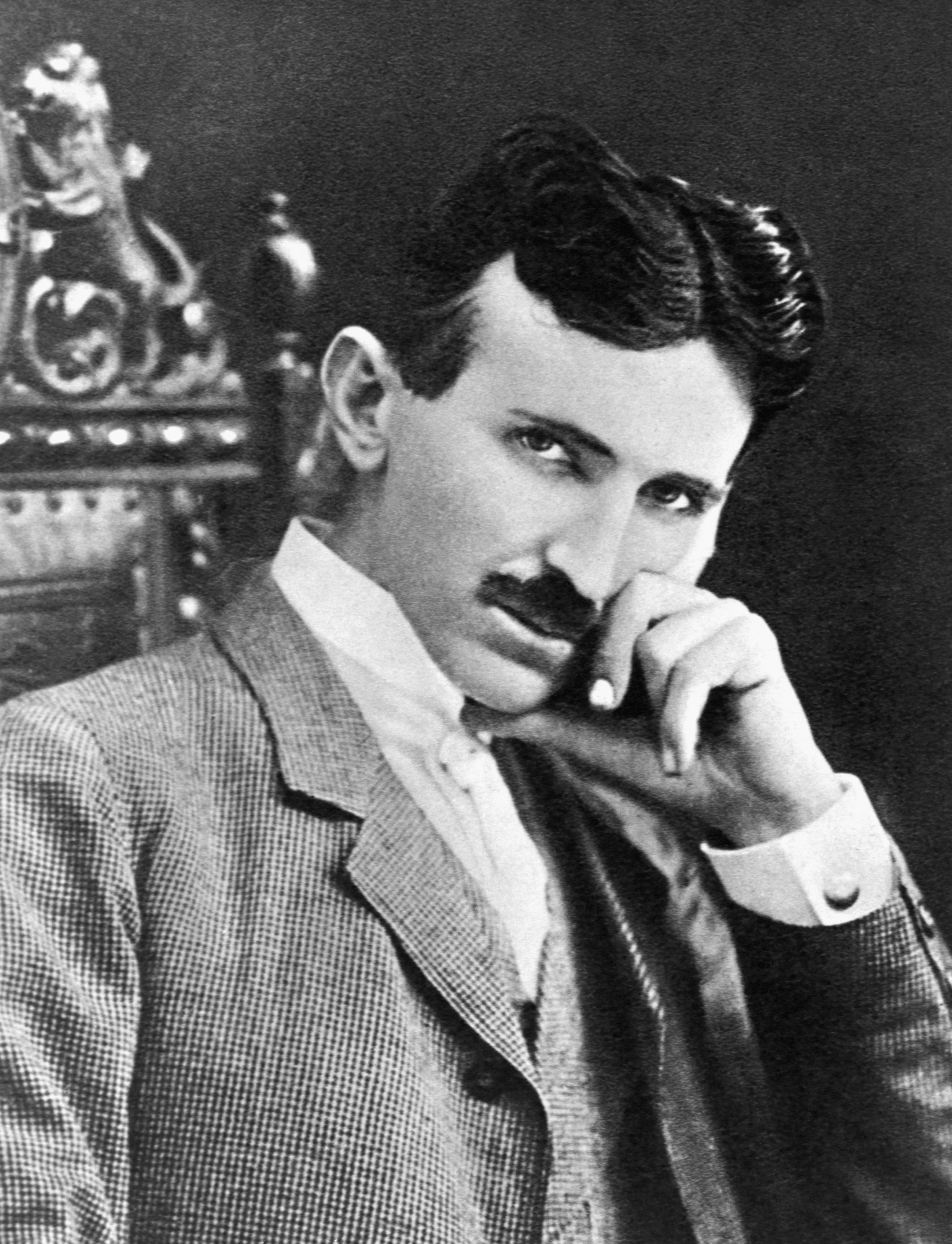
Tesla um das Jahr 1896

Tesla wurde als orthodoxer Christ erzogen, betrachtete sich aber später nicht als „Gläubigen im orthodoxen Sinne“. Er glaubte nicht an ein Leben nach dem Tod.
In einem Interview mit Arthur Brisbane (in den USA bekannter Chefredakteur des 20. Jahrhunderts) sagte Tesla, er glaube nicht an Telepathie. Im selben Interview sagte Tesla, dass er glaube, dass alle grundlegenden Gesetze auf ein Einziges reduziert werden könnten.

### Zur experimentellen und theoretischen Physik

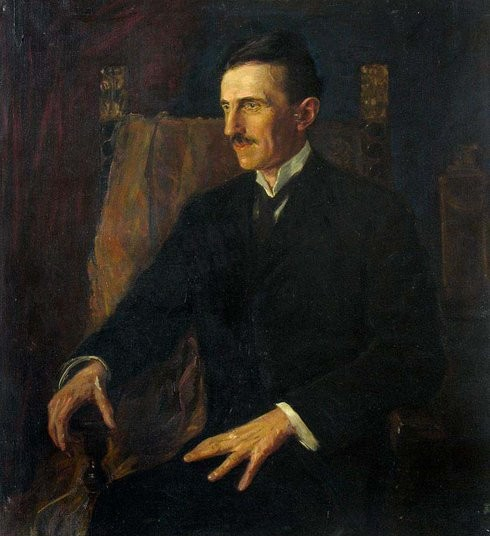
Blue Portrait von 1913

Tesla widersprach der Theorie, dass Atome aus kleineren subatomaren Teilchen bestehen; er meinte, dass es kein Elektron gibt, das eine elektrische Ladung erzeugt. Er glaubte, dass Elektronen, wenn sie überhaupt existierten, ein vierter Materiezustand oder „Subatome“ wären, diese nur in einem experimentellen Vakuum existieren könnten und nichts mit Elektrizität zu tun hätten. Tesla glaubte, Atome seien unveränderlich. Er glaubte an ein Konzept aus dem 19. Jahrhundert: an einen allgegenwärtigen Äther, der elektrische Energie übertrug.
Tesla war im Allgemeinen gegen Theorien über die Umwandlung von Materie in Energie. Er kritisierte auch Einsteins Relativitätstheorie und sagte:

„Ich bin der Meinung, dass der Raum nicht gekrümmt werden kann, aus dem einfachen Grund, dass er keine Eigenschaften haben kann. Man könnte genauso gut sagen, dass Gott Eigenschaften hat… Hat er nicht, sondern nur Attribute und diese sind von uns selbst gemacht. Von Eigenschaften können wir nur sprechen, wenn es um Materie geht, die den Raum ausfüllt. Zu sagen, dass sich der Raum in Gegenwart großer Körper krümmt, ist gleichbedeutend mit der Aussage, dass etwas auf nichts einwirken kann.“

Tesla behauptete, sein eigenes physikalisches Prinzip in Bezug auf Materie und Energie entwickelt zu haben, an dem er 1892 zu arbeiten begann, und 1937, im Alter von 81 Jahren, behauptete er in einem Brief, eine „dynamische Gravitationstheorie“ abgeschlossen zu haben, „die den müßigen Spekulationen und falschen Vorstellungen, wie dem gekrümmten Raum, ein Ende setzen würde“. Er erklärte, dass die Theorie „in allen Details ausgearbeitet“ wurde und hoffte, sie bald der Welt geben zu können. Eine weitere Erläuterung seiner Theorie wurde in seinen Schriften nie gefunden.

### Teslas Ansicht zur Gesellschaft
Tesla drückte die Überzeugung aus, dass menschliches „Mitleid“ dazu führte, die „natürlichen rücksichtslosen Funktionen der Natur“ zu stören. Obwohl seine Argumentation nicht von einem Konzept einer dominierenden Herrenrasse oder der inhärenten Überlegenheit einer Person gegenüber einer anderen abhing, setzte er sich für Eugenik und Zucht ein. In einem Interview von 1937 erklärte er:

„Die einzige Methode, die mit unseren Vorstellungen von Zivilisation und Rasse vereinbar ist, besteht darin, die Zucht von Unfähigen durch Sterilisation und die bewusste Führung des Paarungsinstinkts zu verhindern […] Die Meinung der Eugenisten ist, dass wir die Ehe schwieriger machen müssen. Sicherlich sollte niemand gestattet werden, Nachkommen zu zeugen, der kein wünschenswerter Elternteil wäre.“

Im Jahr 1926 kommentierte Tesla indirekt die soziale Ungleichheit der Geschlechter und den Kampf der Frauen für die Gleichstellung der Geschlechter, als er prognostizierte, dass Frauen das dominierende Geschlecht werden würden. In seiner Autobiografie schrieb Tesla, dass der Völkerbund kein Mittel gegen die (damals) vorherrschenden Probleme gewesen sei.

## Rezeption
Tesla wird von Biographen, neben seiner Bedeutung als Erfinder und Ingenieur, trotz seiner Befürwortung der Eugenik (welche zu seiner Lebenszeit eine populäre Ansicht war) als – in philosophischer Hinsicht – Humanist angesehen.

## Ehrungen

### Denkmäler

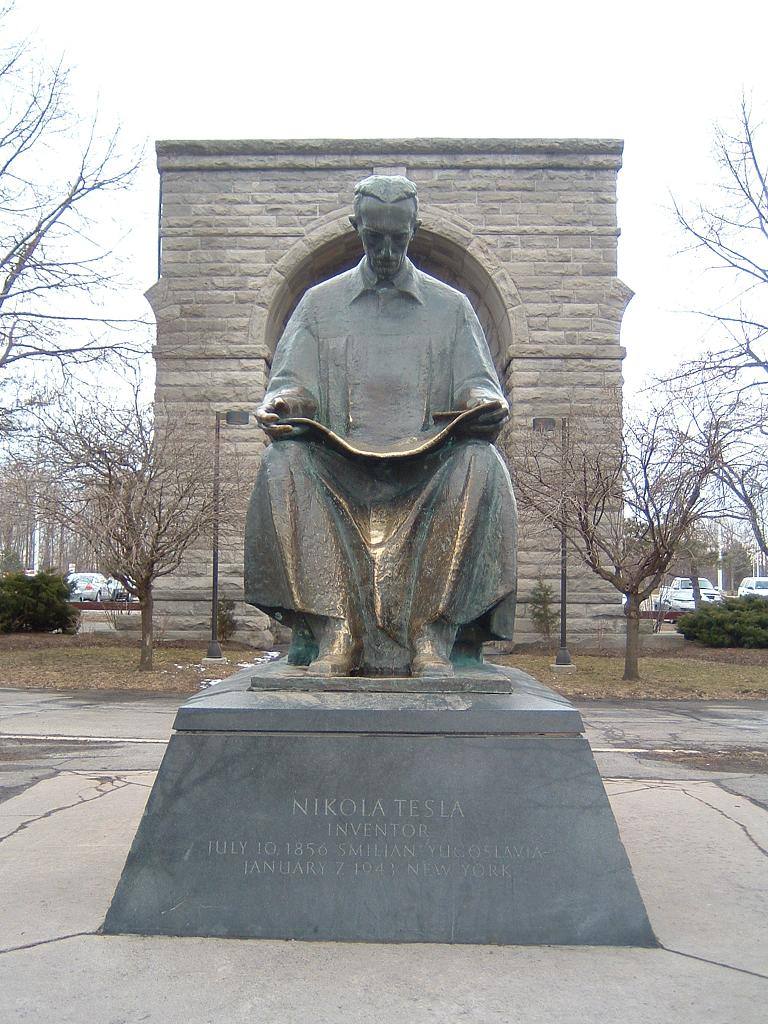
Statue im State Park bei den Niagarafällen
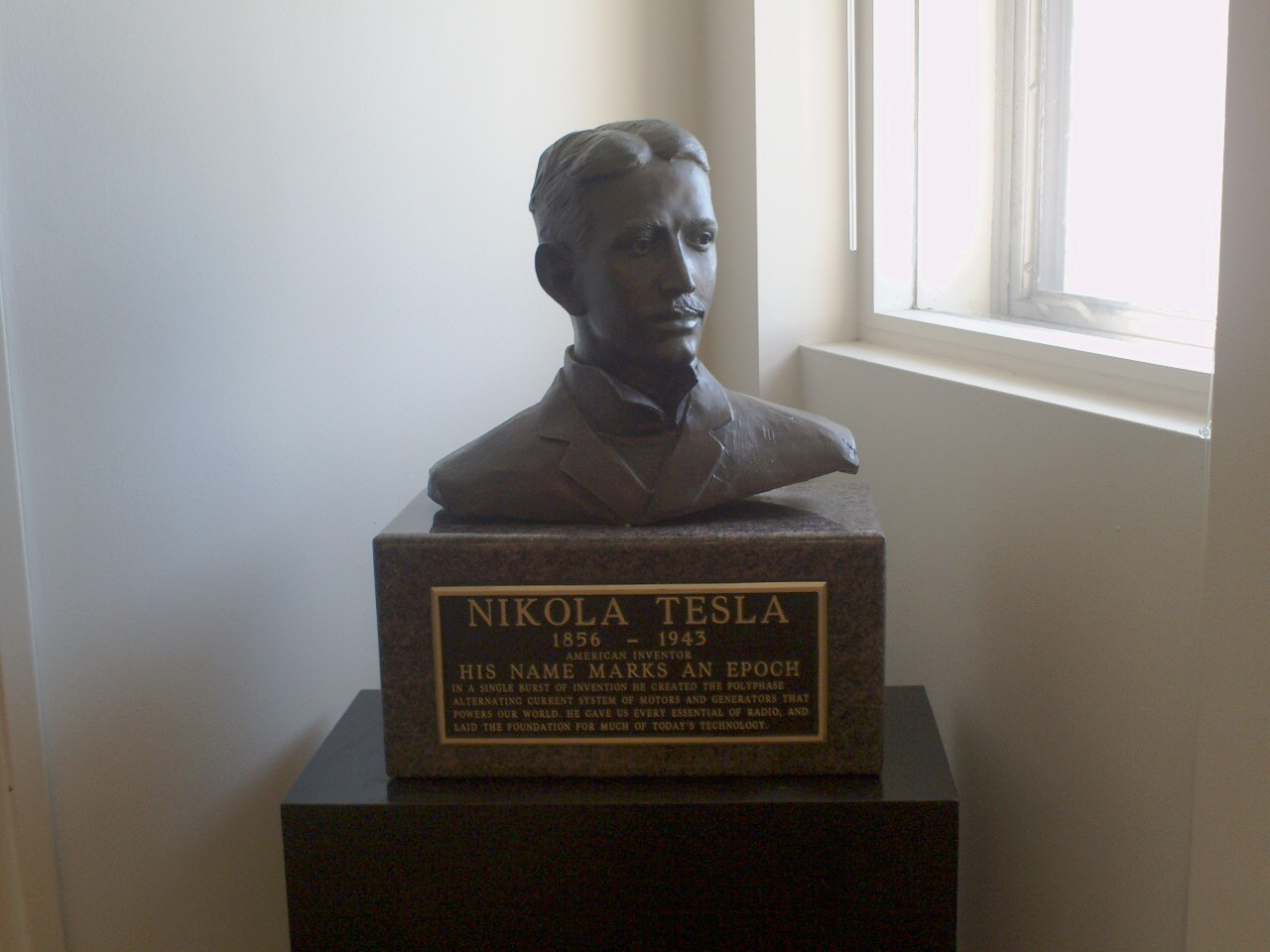
Büste Teslas im Massachusetts Institute of Technology
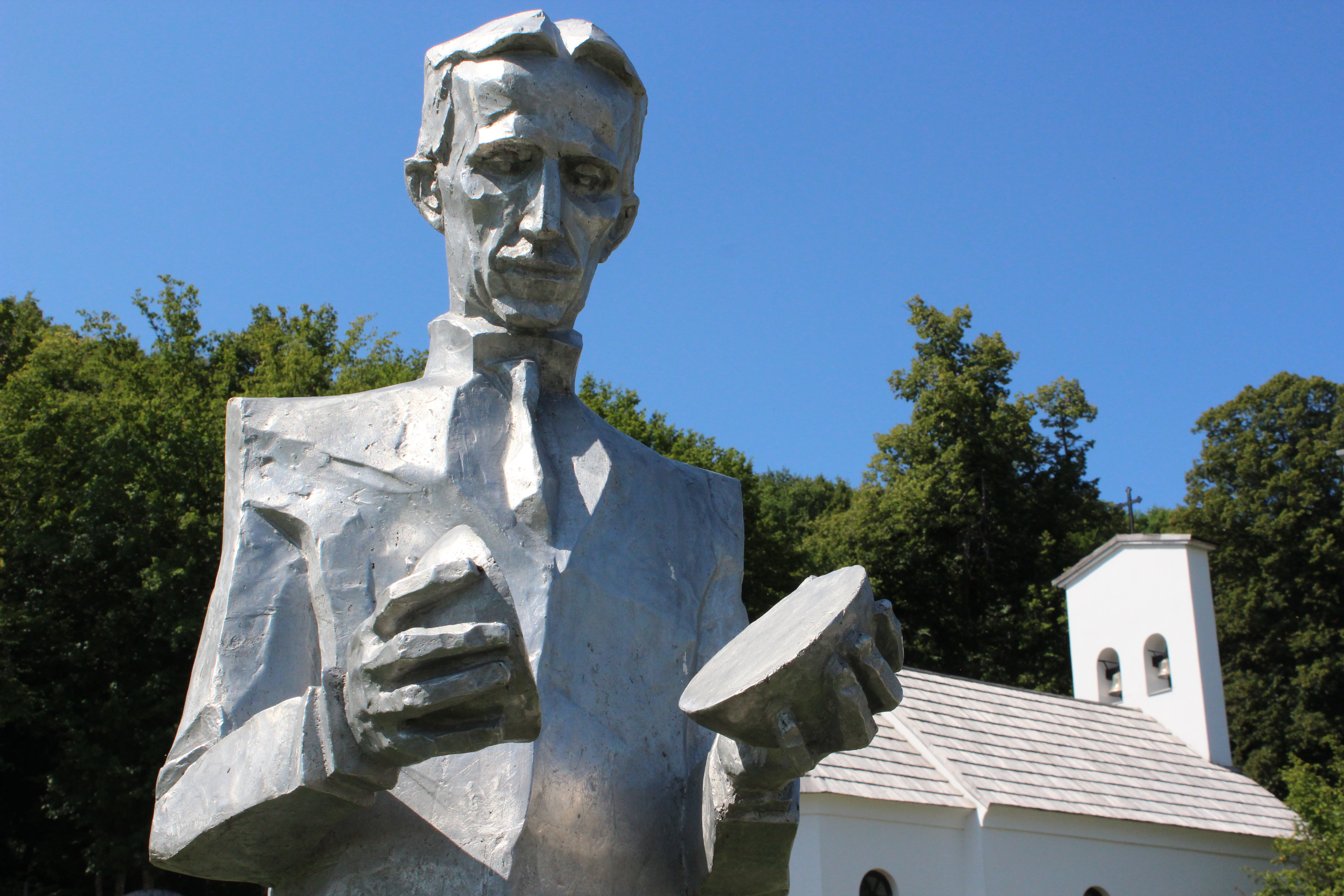
Statue in Smiljan (Kroatien)
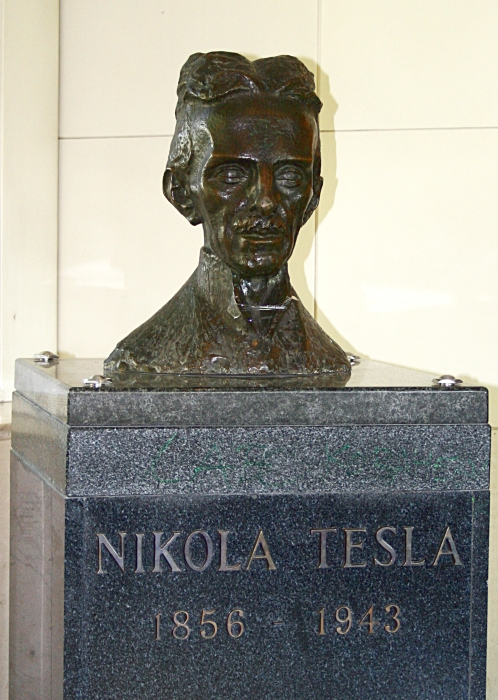
Büste Teslas in der Fakultät für Elektrotechnik und Informationstechnik in Zagreb
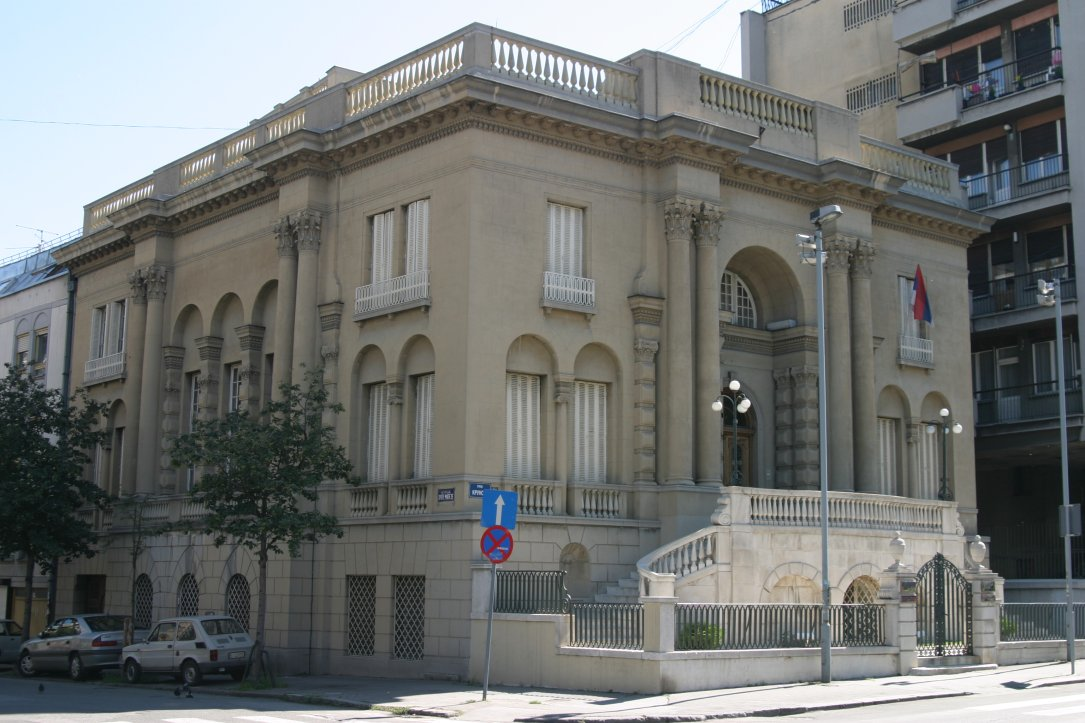
Nikola-Tesla-Museum in Belgrad
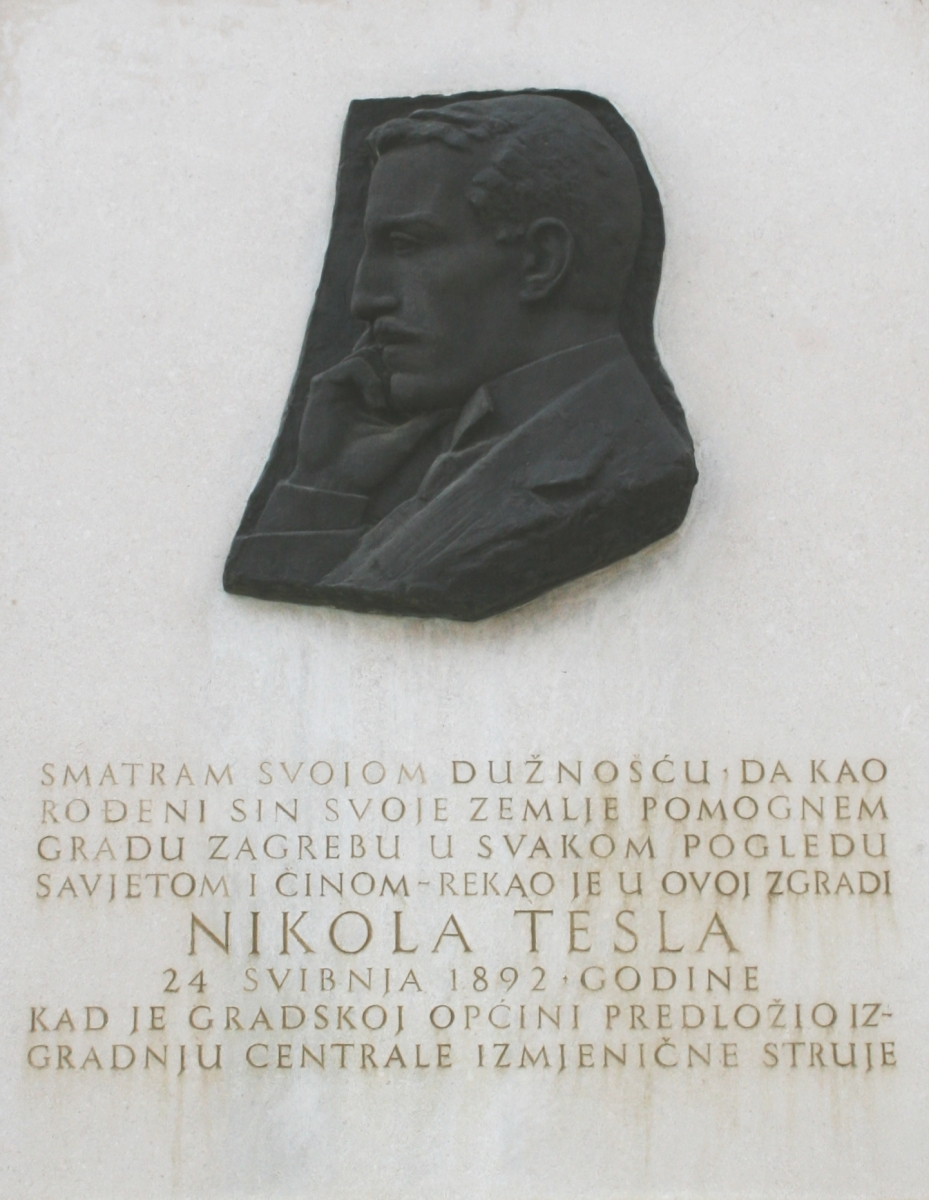
Gedenktafel am Alten Rathaus in Zagreb zur Erinnerung an Teslas Besuch im Jahr 1892
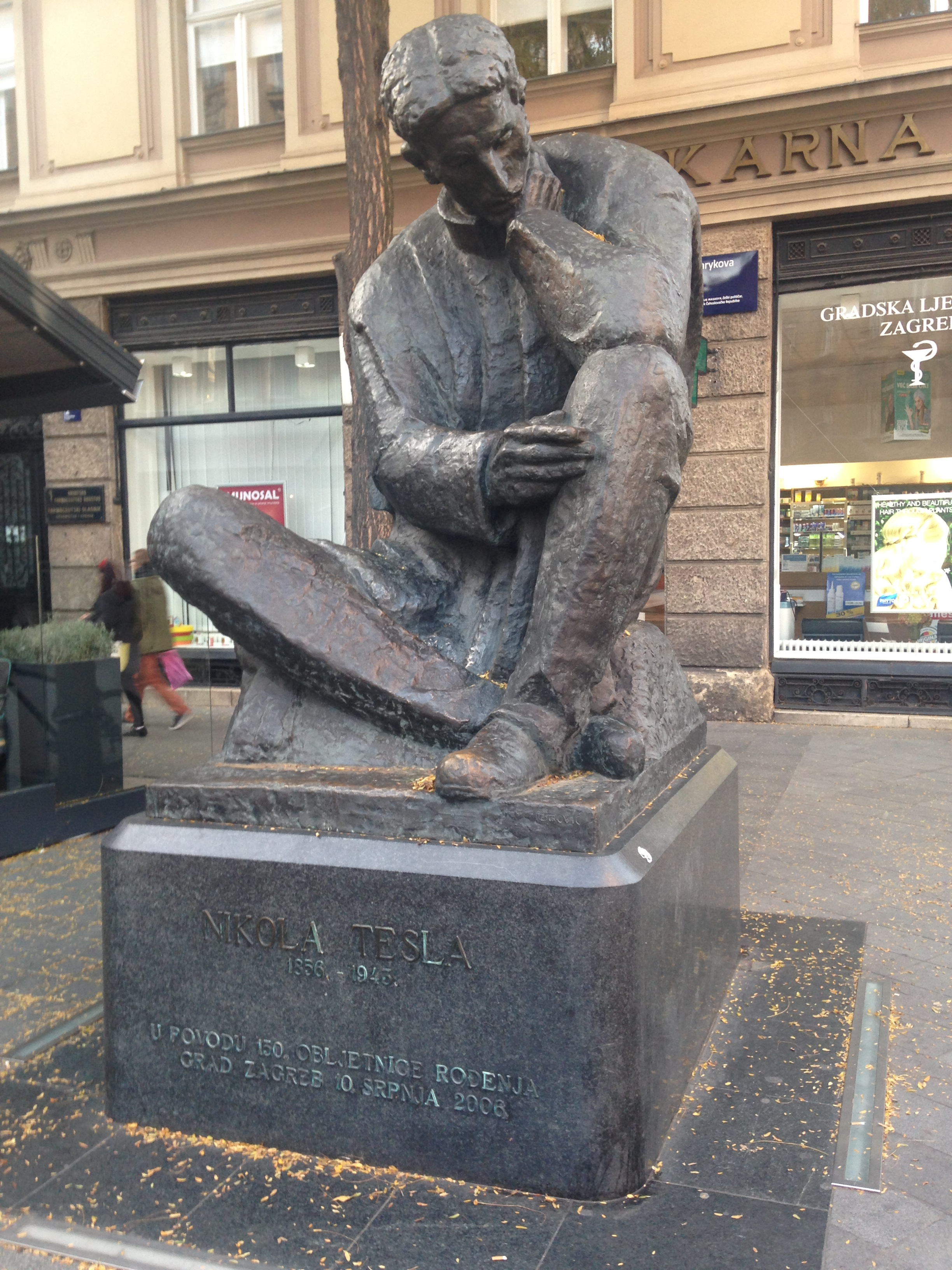
Statue in Zagreb

- Statue vor der Universität Belgrad
- Statue im State Park der Niagarafälle
- Büste im Massachusetts Institute of Technology
- Statue in Palo Alto, Silicon Valley
- Büste vor der Universität in Zagreb
- Statue in Smiljan (Kroatien)
- Statue in Zagreb (Kroatien)

### Tesla als Namensgeber
- Nach Nikola Tesla ist seit 1960 die physikalische Einheit der magnetischen Flussdichte benannt – das Tesla, abgekürzt mit dem Großbuchstaben T:

{\displaystyle \mathrm {1\,T=1\,{\frac {N}{A\,m}}=1\,{\frac {V\,s}{m^{2}}}} }
- Der Mondkrater Tesla
- Der Asteroid (2244) Tesla wurde nach ihm benannt.
- Die amerikanische Rockband Tesla benannte sich ebenfalls nach ihm.
- Der Flughafen von Belgrad heißt nach ihm Аеродром Никола Тесла Београд (Nikola-Tesla-Flughafen Belgrad)

Unternehmen und Produkte
- Tesla a.s. war der Name eines großen elektrotechnischen Staatsbetriebs in der ČSSR, der bis zu seiner Umbenennung zu Ehren Nikola Teslas am 7. März 1946 Electra hieß. Durch dessen Exporte wurde Tesla in RGW-Staaten ein bekannter Markenname. Im Westen wurden Glühlampen der Marke Tesla verkauft.
- Nikola Tesla ist Namenspatron von Tesla, Inc., einem kalifornischen Hersteller von Elektroautos mit Wechselstrommotor. Die Nutzungsrechte erhielt das Unternehmen nach einer Übereinkunft mit der tschechischen Tesla Holding nach einem Markenrechtsstreit 2010.[86]
- Nikola Motor Company, 2014 in den USA mitbegründet von Trevor Milton, will Lkw auf der Basis von Wasserstoff-Brennstoffzelle-Elektromotoren entwickeln.[87]
- der firmeninterne Code einer Version der 3D-CAD-Software Autodesk Inventor lautete Tesla

 Technische Einrichtungen
- Wärmekraftwerke Nikola Tesla bei Obrenovac, größter Kohlekraftwerks-Komplex in Serbien
- Ein großes, jedoch nicht verwirklichtes Teilchenbeschleuniger-Projekt bei Hamburg erhielt das Akronym TESLA – unter anderem, weil es Neuland in Supraleitung und Magnettechnik beschreiten sollte. Die Pläne für TESLA gingen in die Planungen für den International Linear Collider (ILC) auf.

Sonstiges
- Nikola Tesla Labor und Nikola Tesla Stipendium (Förderung eines Auslandsaufenthalts)[88] an der Technischen Universität Graz
- Die Nikola-Tesla-Medaille für „erfinderische Forscher“ der TU Graz, Uni Graz und MedUni Graz wurde erstmals am 24. November 2015 an den Informationstechniker Gernot Kubin verliehen.[89]

Anfang November 1915 berichteten Zeitungen, darunter die New York Times, über die bevorstehende Verleihung des Nobelpreises für Physik zu gleichen Teilen an Nikola Tesla und Thomas Edison; faktisch nominiert wurde allerdings nur Edison. Tatsächlich wurde der Physik-Nobelpreis 1915 an William Henry und William Lawrence Bragg verliehen. Tesla selbst wurde dann 1937 für den Nobelpreis nominiert.

### Tesla-Museen
- Nikola-Tesla-Gedenkmuseum (Geburtshaus) in Smiljan (Kroatien)
- Nikola-Tesla-Museum in Belgrad (Serbien), Teil des Weltdokumentenerbes der UNESCO
- Tesla Museum in Gallspach (Österreich)

### Banknoten und Gedenkmünzen

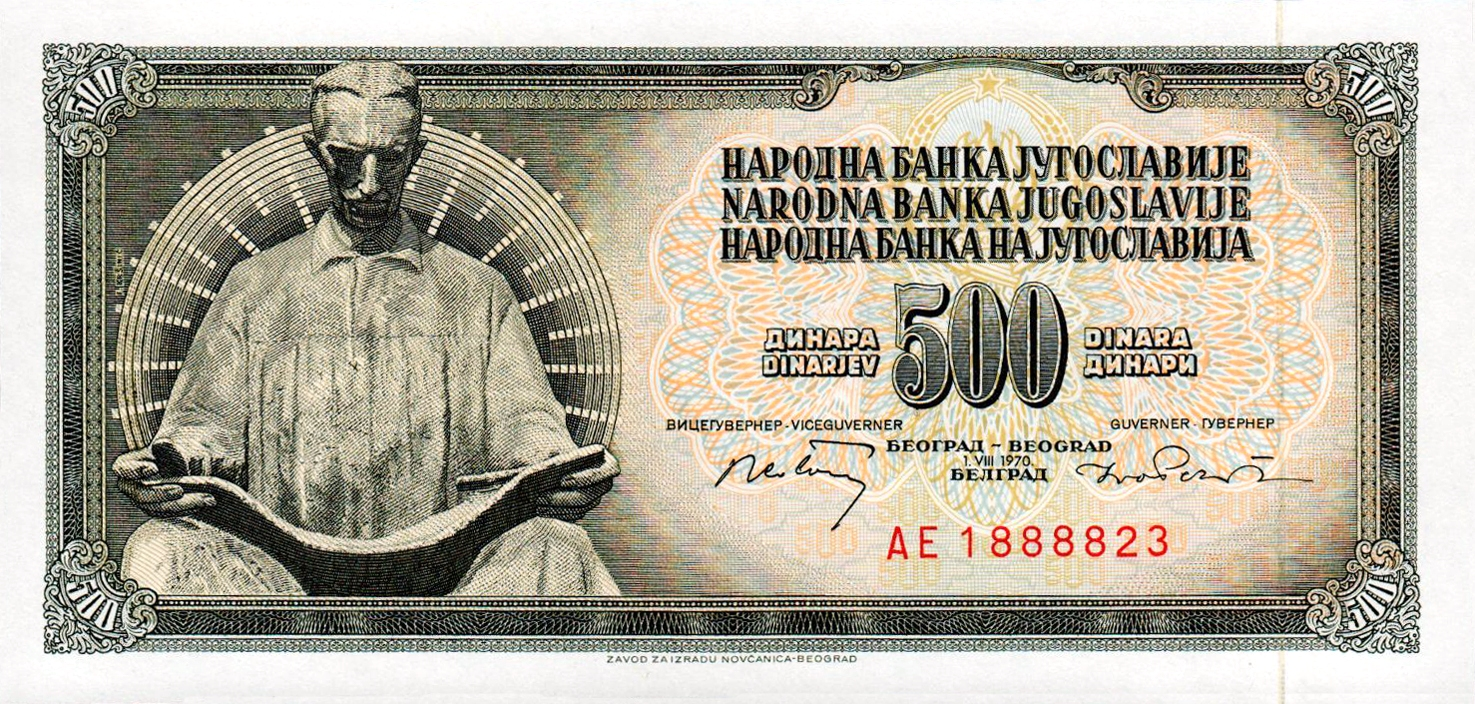
500-Dinar-Banknote mit der Abbildung des von Frano Kršinić geschaffenen Denkmals für Tesla (1981)

- Abbildung auf zahlreichen jugoslawischen beziehungsweise serbischen Banknoten: 500 jugoslawische Dinar (1970–1986), 1.000 jugoslawische Dinar (1990, 1991, 1992), 5.000.000 jugoslawische Dinar (1993), 10.000.000.000 jugoslawische Dinar (1993), 5000 jugoslawische Dinar (1993), 100 jugoslawische Dinar (1994), 5 neue jugoslawische Dinar (1994), 100 serbische Dinar (2007)
- Zahlreiche Gedenkprägungen der serbischen und der kroatischen Nationalbank in Gold und Silber
- Abbildung auf den Rückseiten der ab 2023 neu eingeführten kroatischen 10-, 20- und 50-Cent-Münzen, was eine Auseinandersetzung mit dem Nachbarland Serbien auslöste – bis hinauf zu den Staatspräsidenten[93]

### Erwähnungen in der Populärkultur
Nikola Teslas Schaffen fand Erwähnung in diversen Filmen, Fernsehserien, Büchern und Computerspielen, darunter
- Das Geheimnis des Nikola Tesla (1980), gespielt von Petar Božović
- Moon Palace (1989), Roman von Paul Auster (deutsch: Mond über Manhattan)
- Tesla (1993), gespielt von Svetozar Cvetković
- Abwandlungen seiner Teslaspule, die als Waffe in verschiedenen Spielen der Command-&-Conquer-Reihe verwendet werden
- Tesla: Master of Lightning (2000), gesprochen von Stacy Keach
- Karl May und der Wettermacher (2001), Roman von Jürgen Heinzerling (Tesla als Ich-Erzähler und Karl May als Sidekick lösen 1882 am Niederrhein einen Kriminalfall)
- Thomas Pynchon: Against the Day (2006)
- Prestige – Die Meister der Magie (2006), gespielt von David Bowie
- die kanadische Fernsehserie Sanctuary – Wächter der Kreaturen (2008), gespielt von Jonathon Young
- die US-amerikanische Science-Fiction-Serie Warehouse 13
- als Raumschiff USS Tesla (Nebula-Klasse) in Star Trek.
- Computerspiel: Armada II (Star Trek TNG)
- Computerspiel: The Order: 1886
- Computerspiel: Eine Rüstung in Fallout 4, 2015
- ein Steampunk-Subgenre, bei dem die Elektrizität stärker im Vordergrund steht, wird als „Teslapunk“ bezeichnet.
- Edison – Ein Leben voller Licht (2017), gespielt von Nicholas Hoult.
- In der Folge Unter Strom (2020) der Serie Doctor Who trifft Der Doktor auf Tesla.
- Im Film Tesla aus dem Jahr 2020 wird Tesla von Ethan Hawke gespielt.
- Die Thematisierung der 2024 eröffneten Achterbahn Voltron Nevera basiert auf Nikola Tesla, dem – neben seinen tatsächlichen Errungenschaften – angedichtet wird, Menschen mithilfe „kosmischer Energie“ von einem Ort an einen anderen zu teleportieren. Nikola Tesla selbst wird in Form einer aufwendigen Animatronic dargestellt. Ferner ist er die Hauptperson eines 15-minütigen 4D-Films und einer 30-minütigen Eislauf-Show, die im Europa-Park zu sehen sind.

## Schriften
- Ulrich Heerd (Hrsg.): Nikola Tesla. Sein Werk (nur eigene Aufzeichnungen) 6 Bde. Edition Tesla. Michaels-Verlag, Peiting 2002, ISBN 3-89539-247-2.
  - Bd. 1 Hochfrequenzexperimente, ISBN 3-89539-240-5.
  - Bd. 2 Meine Erfindungen, ISBN 3-89539-241-3.
  - Bd. 3 Wechselstrom- und Hochfrequenztechnologie, ISBN 3-89539-242-1.
  - Bd. 4 Energieübertragung und Radiotechnik, ISBN 3-89539-243-X.
  - Bd. 5 Wegbereiter der neuen Medizin, ISBN 3-89539-244-8.
  - Bd. 6 Waffentechnologie, ISBN 3-89539-245-6.
- Untersuchungen über Mehrphasenströme etc. Halle 1895.[94]
- My Inventions, Barnes and Noble 1982 (Reprint der zuerst in 6 Teilen Februar bis Juni 1919 in der Zeitschrift Electrical Experimenter erschienenen Ausgabe, Vorwort Ben Johnson)